# فرهنگ در ایتالیا

کلیسای سن پیترو، بازنمایی از معماری رنسانس و باروک

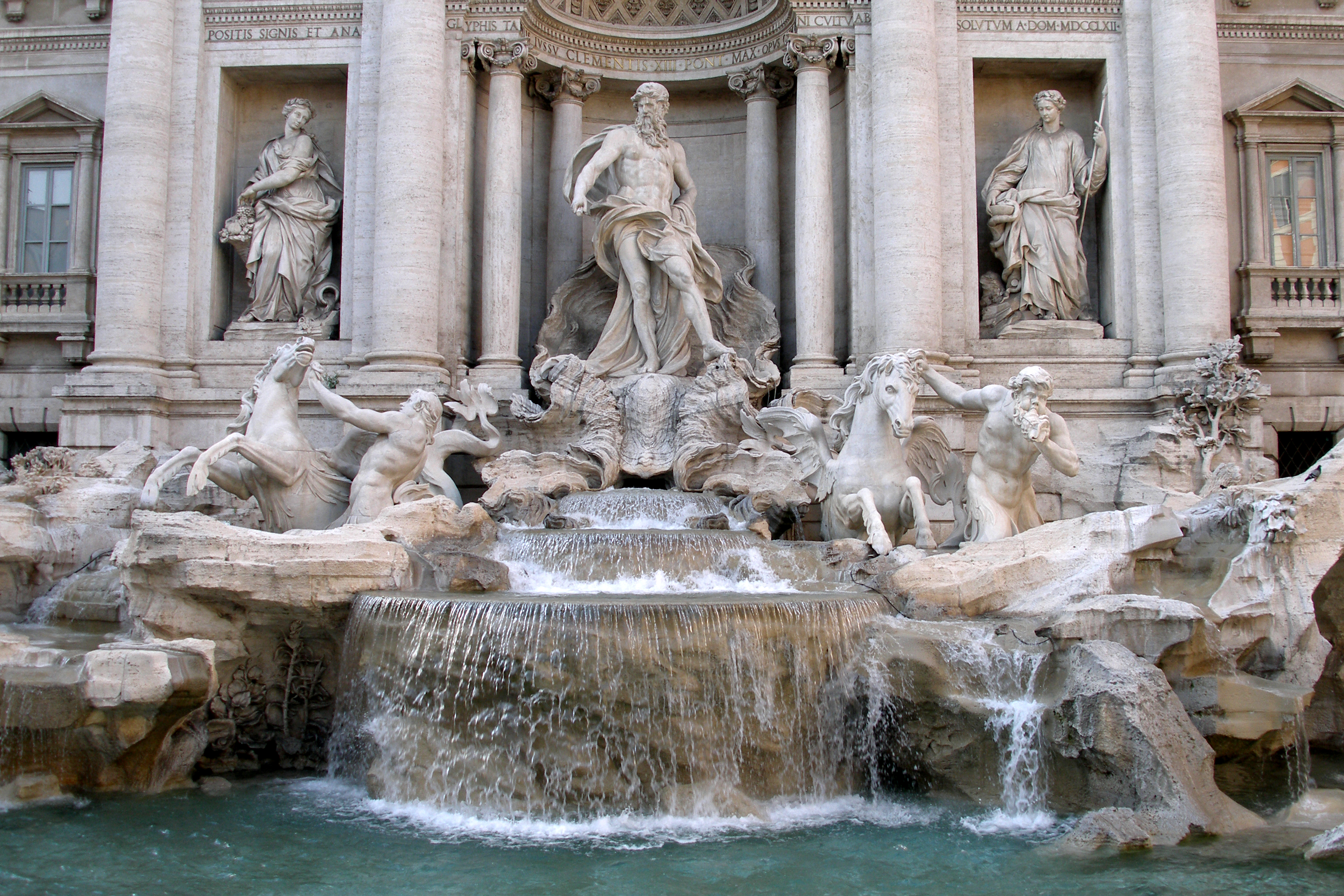
فواره تروی در رم

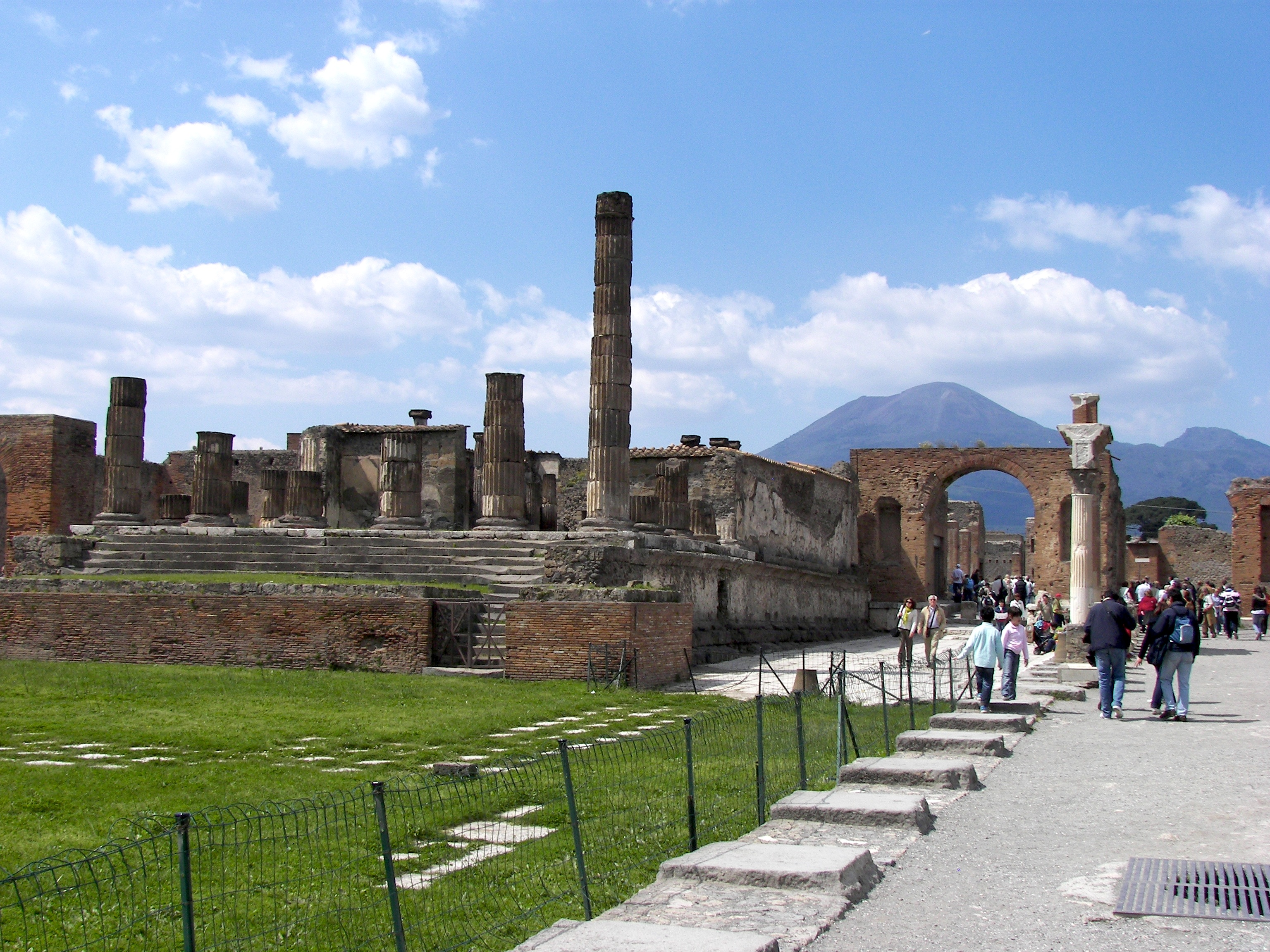
فروم پمپئی به همراه کوه وزوو در دوردست

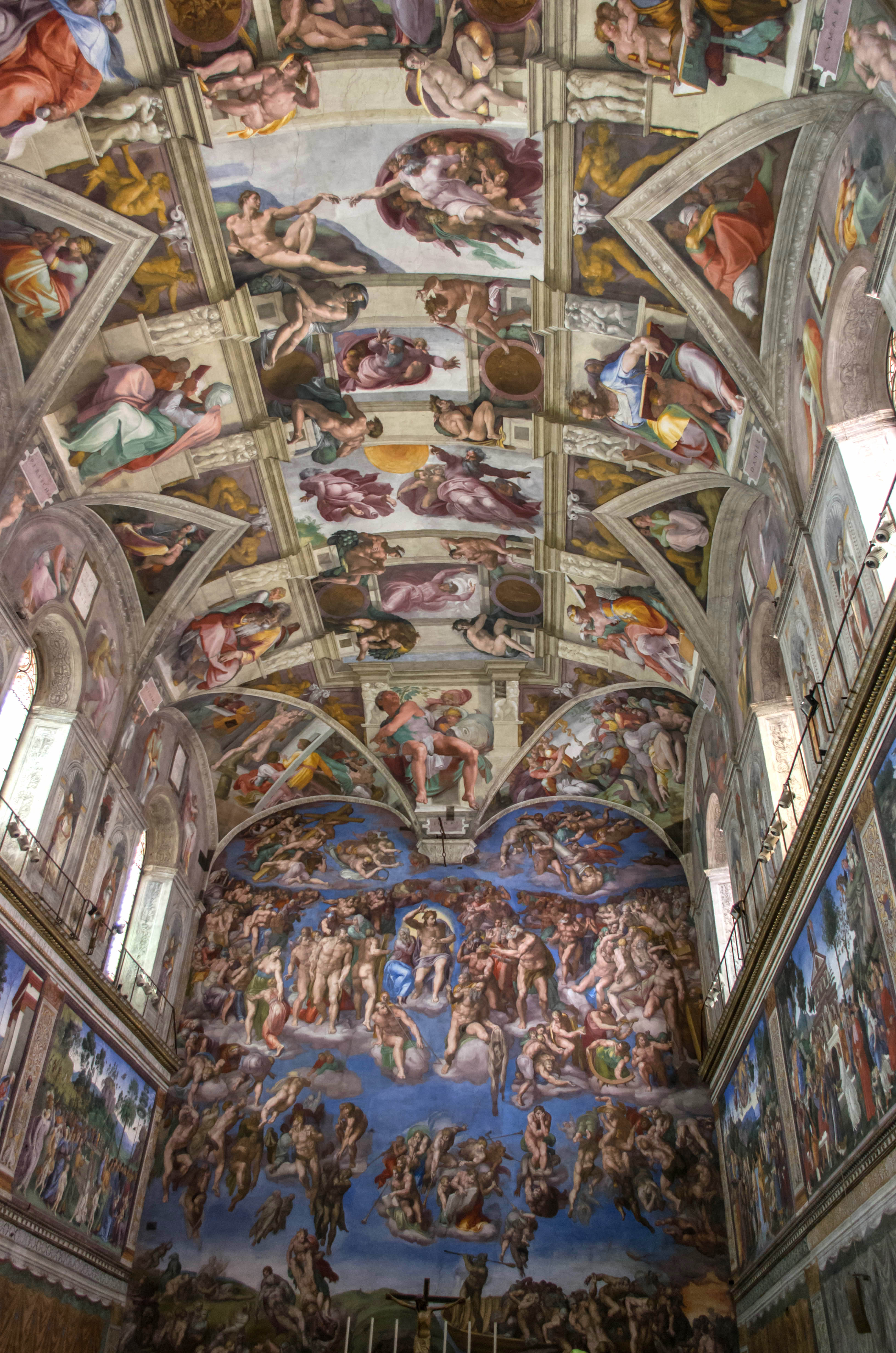
سقف کلیسای سیستین با دیوارنگاره اثر میکل‌آنژ

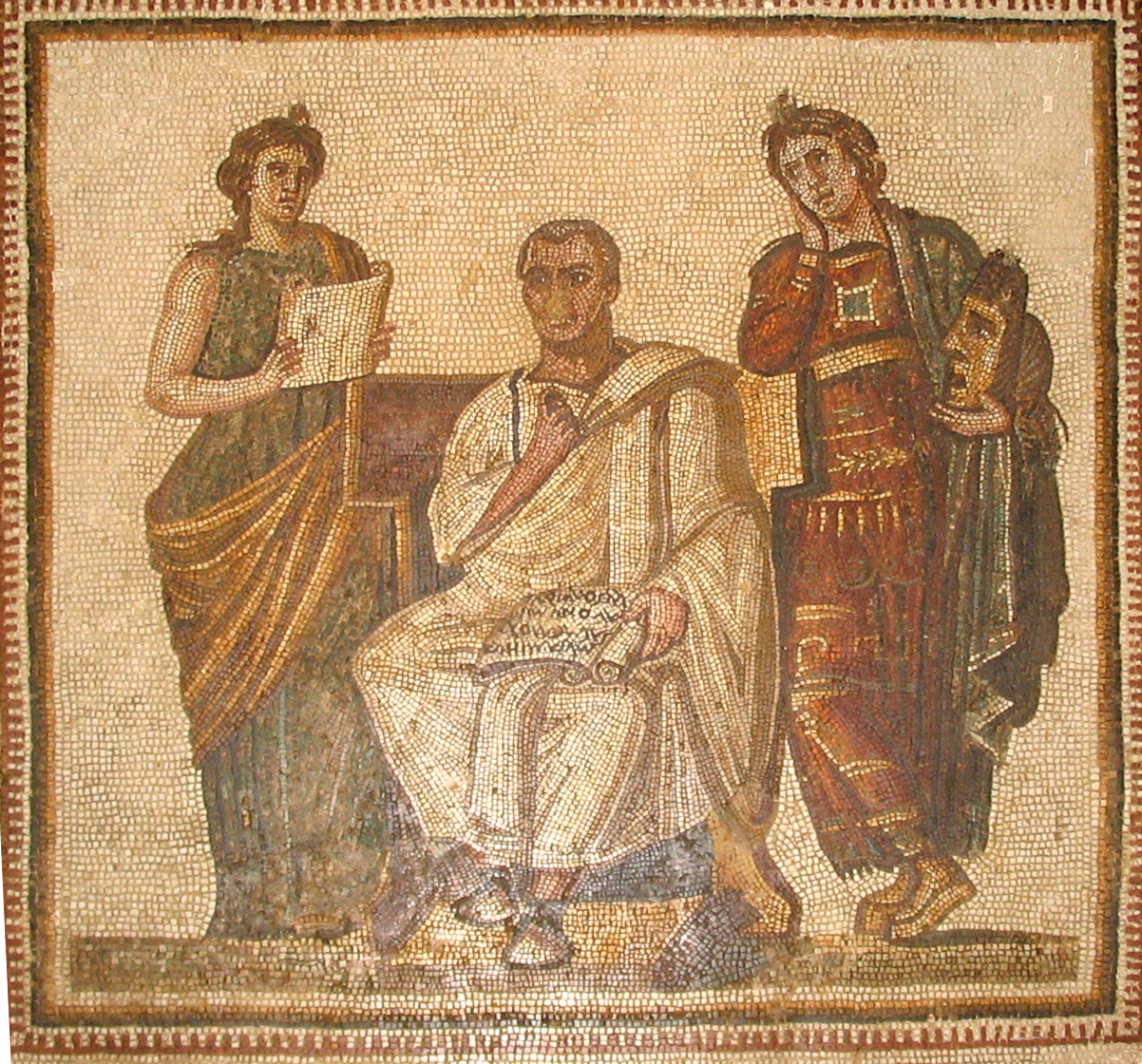
موزاییک رومی ویرژیل، مهم‌ترین شاعر لاتین دوره آگوست

فرهنگ در ایتالیا شامل دانش، باورها، هنرها، قوانین و آداب و رسوم شبه جزیره ایتالیا و ایتالیایی‌ها در طول تاریخ است. ایتالیا مرکز تمدن روم، کلیسای کاتولیک و رنسانس و همچنین نقطه آغاز جنبش‌هایی با تأثیرات بین‌المللی بزرگ همچون باروک، نوکلاسیسیسم و فوتوریسم بوده است و به‌طور قابل توجهی به پدیده‌های تاریخی مانند عصر اکتشاف و انقلاب علمی معاضدت کرده است. ایتالیا یک ابرقدرت فرهنگی و شبه جزیره ایتالیا یکی از مهدهای تمدن غرب محسوب می‌شود.
ارکان اصلی فرهنگ ایتالیا، هنر، موسیقی، سینما، سبک و غذای آن است. ایتالیا زادگاه اپرا است و برای چند نسل، صرفنظر از ملیت آهنگساز زبان اجرای اپرا ایتالیایی بود. ایتالیا حضور مهمی در توسعه موسیقی کلاسیک، پیدایش موسیقی باروک، تعداد زیادی از فرمهای آهنگسازی همچون سمفونی، سونات و کنسرتو داشت، همچنین آهنگسازهای برجسته‌ای همچون کلودیو مونته‌وردی، آنتونیو ویوالدی، جواکینو روسینی، گائتانو دونیزتی، وینچنتزو بلینی، جوزپه وردی و جاکومو پوچینی ارائه کرد. ایتالیا به خاطر رقص‌های فولک پرشور و شعف معروف است. معروفترین رقص فولک ایتالیایی تارانتلا است، رقصی که سرچشمه آن در ناحیه پولیا در استان تارانتو است که همچنین دگرسانی‌هایی از آن همچون کالابرین تارانتلا و پیتسیکا در سراسر ایتالیا وجود دارد. همچنین ژانر رقص باله قبل از اینکه در فرانسه رواج یابد، در ایتالیا ابداع شده بود. سلیقه‌های محبوب نمایش در ایتالیا مدتها توجه خود را به سوی کمدی کشانده بود، سبک بداهه‌سازی که به کمدیا دلآرته شناخته می‌شود در اواسط قرن شانزدهم در ایتالیا آغاز شد،  و امروزه نیز اجرا می‌شود.

## هنر

مونا لیزا اثر لئوناردو داوینچی یک شاهکار هنری ایتالیایی با شهرت جهانی است.

هنر ایتالیایی در طول قرن‌ها بر چند جنبش اصلی تأثیر گذاشت و تعدادی هنرمند بزرگ از جمله نقاش، معمار و مجسمه‌ساز را ارائه داده است.

## آشپزی و ترکیبات غذا

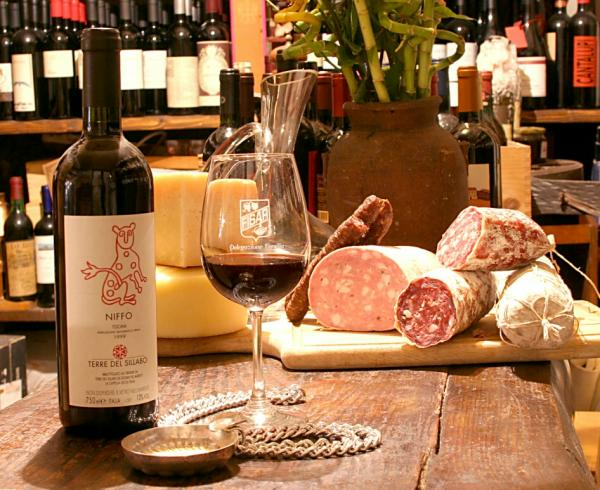
شراب ایتالیایی و سالومی

آشپزی ایتالیایی یک آشپزی مدیترانه‌ای متشکل از مواد اولیه، دستورهای غذا و شیوه‌های پخت‌وپز که از دوران روم در ایتالیا توسعه یافته است و بعد همراه با امواج جوامع دور از وطن ایتالیا در اطراف جهان منتشر شد. آشپزی ایتالیایی سنت‌های رایج در سراسر کشور که عمیقاً ریشه دوانیده است را دربر گرفته است، همچنین خوراک‌شناسی‌های تمام نواحی، متفاوت از یکدیگر، به ویژه بین شمال، مرکز و جنوب ایتالیا که مدام در حال مبادله با یکدیگر هستند را شامل می‌شود. بسیاری از غذاها که مختص به یک ناحیه بودند با تغییرات جزئی بر حسب شرایط در سراسر کشور تکثیر شدند.
یکی از ویژگی‌های اصلی آشپزی ایتالیایی، سادگی آن است و بسیاری از غذاها شامل تعداد کمی مواد اولیه برای آماده‌سازی غذا هستند، به همین خاطر آشپزهای ایتالیایی به جای پیچیدگی آماده‌سازی غذا بر کیفیت مواد اولیه تکیه می‌کنند. پرطرفدارترین غذاها و دستورالعمل‌های تهیه در طی قرن‌ها، بیش از اینکه توسط سرآشپزها ایجاد شود توسط مردم عادی شکل گرفته است، به همین دلیل است که بسیاری از دستورالعمل‌های ایتالیایی تهیه غذا برای پخت و پز روزانه و خانگی مناسب هستند، با در نظر گرفتن ویژگی‌های منطقه‌ای، تنها مواد اولیه و خام منطقه منشأ غذا را در نظر گرفته و فصلی بودن آن را رعایت می‌کنند.

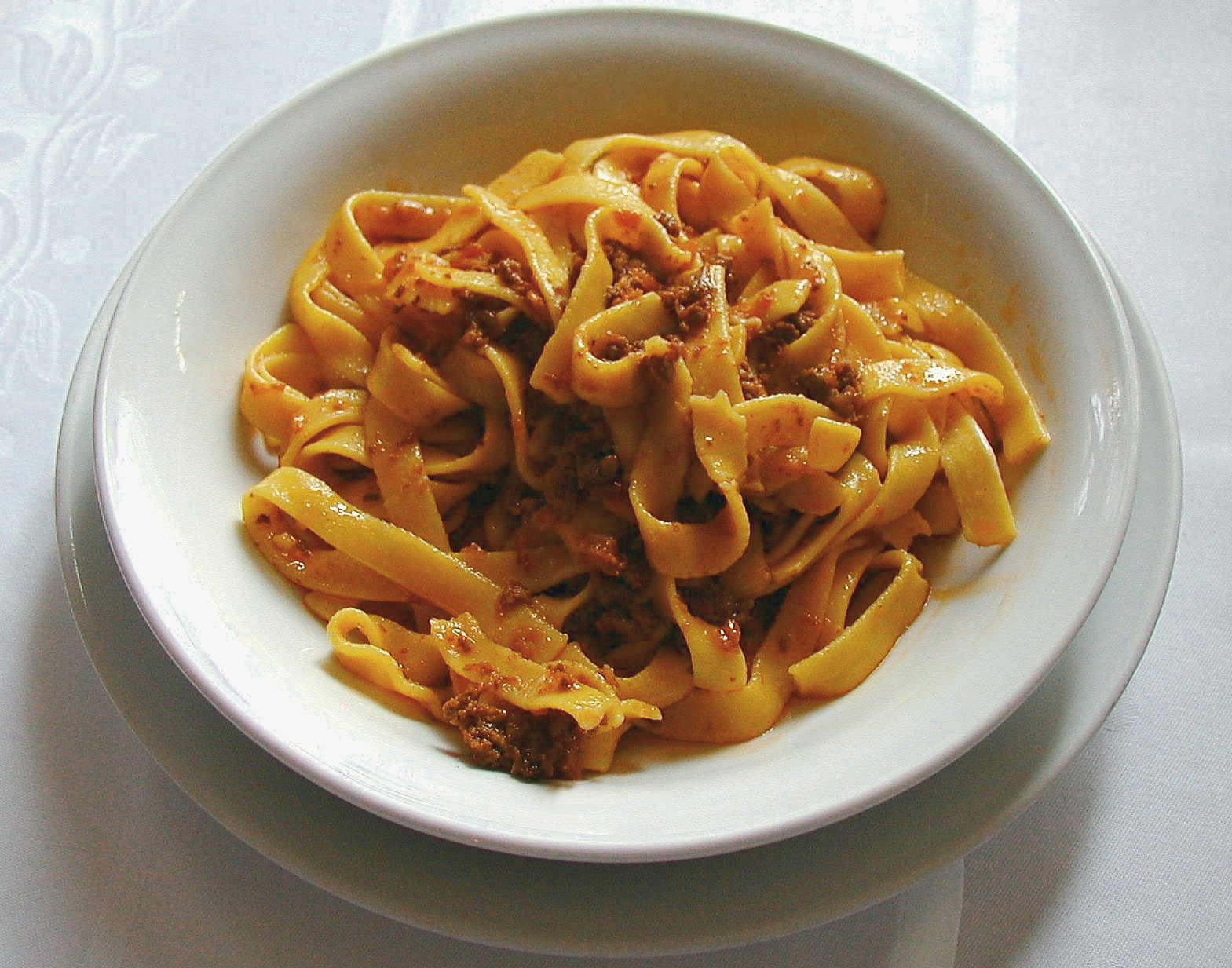
تالیاتله با راگو

آشپزی ایتالیایی به واسطه تغییرات سیاسی و اجتماعی در طی قرن‌های متمادی بسط یافته است و ریشه‌های آن به روم باستان بازمی‌گردد. کنگر فرنگی، نخود فرنگی، کاهو، جعفری، ملون‌ها و سیب، همچنین شراب و پنیر، انواع مختلف گوشت و دانه‌ها همه مورد علاقه رومیان باستان قرار داشتند. آشپزهای رومیان باستان هنگام ضیافت‌ها از ادویه‌های زیادی بهره می‌بردند، دستورالعمل‌های زیادی را برای تهیه کیک پنیر، املت‌ها و برشته کردن انواع گوشت ایجاد کردند. از این مرحله آغازین باشکوه یک آشپزی سطح بالا و خوش رایحه پدید آمد. تغییرات چشمگیری با کشف دنیای جدید و معرفی سیب‌زمینی، گوجه‌فرنگی، فلفل دلمه‌ای و ذرت رخ داد که اکنون در محور آشپزی قرار دارند ولی از لحاظ کمیت تا قرن هجدهم شناسانده نشده بودند.

## آموزش
آموزش در ایتالیا از سن شش سالگی تا شانزده سالگی رایگان و اجباری است، آموزش در ایتالیا پنج مرحله: کودکستان (به ایتالیایی: scuola dell'infanzia)، دوره ابتدایی (به ایتالیایی: scuola primaria)، دوره متوسطه اول (به ایتالیایی: scuola secondaria di secondo grado)، دوره متوسطه دوم (به ایتالیایی: scuola secondaria di secondo grado) و دانشگاه (به ایتالیایی: università) را شامل می‌شود.

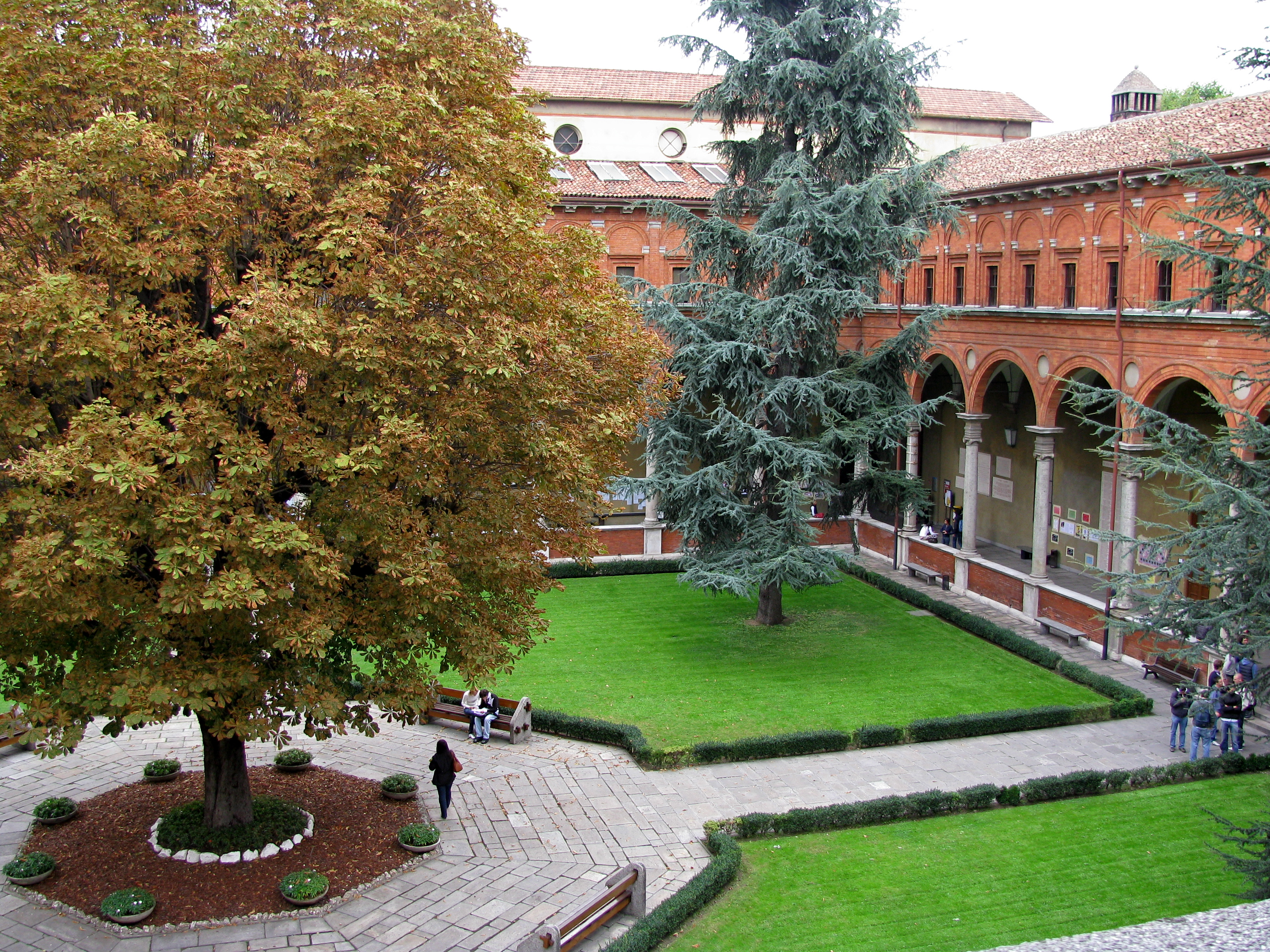
محوطه دانشگاه کاتولیک قلب مقدس

دوره ابتدایی هشت سال به طول می‌انجامد. به دانش آموزان در دروس زبان ایتالیایی، زبان انگلیسی، ریاضیات، علوم طبیعی، تاریخ، جغرافیا، مطالعات اجتماعی، تربیت بدنی، هنرهای تجسمی و موسیقی آموزش پایه داده می‌شود. دوره متوسطه پنج سال به طول می‌انجامد و سه گونه مدرسه سنتی با تمرکز بر سطوح آموزشی مختلف را دربر گرفته است که:لیسه (liceo) با برنامه درسی کلاسیک و علمی، دانش‌آموزان را برای تحصیلات دانشگاهی آماده می‌سازد، در حالی که آموزشگاه فنی (Istituto tecnico) و آموزشگاه حرفه‌ای (istituto professionale) دانش آموزان را برای آموزش حرفه‌ای آماده می‌سازد.

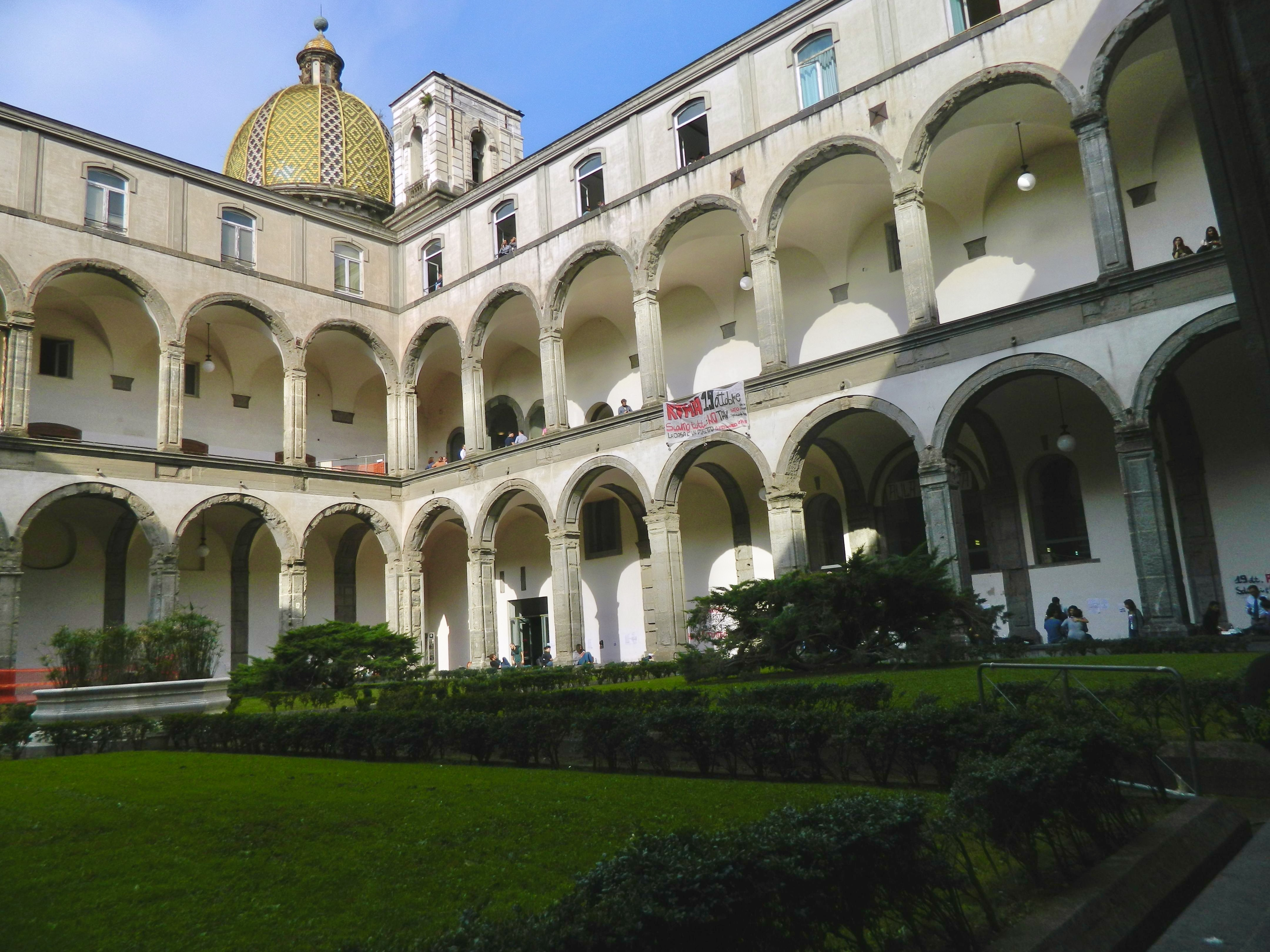
دانشگاه فدریکو دوم ناپل که در سال ۱۲۲۴ توسط فریدریش دوم، امپراتور مقدس روم در ایتالیا تأسیس شد، قدیمی‌ترین دانشگاه با بودجه دولتی است که از زمان تأسیس تا حال حاضر به‌طور مدام در حال فعالیت بوده است.

در سال ۲۰۱۸، دوره آموزش متوسطه ایتالیا زیر میانگین سازمان توسعه و همکاری اقتصادی ارزیابی گردید. ایتالیا در بخش قرائت و علوم در زیر میانگین سازمان توسعه و همکاری اقتصادی و در بخش ریاضیات نزدیک به میانگین این سازمان امتیاز کسب کرد. ترنتو و بولتسانو در بخش قرائت بالاتر از میانگین کشوری امتیاز به دست آوردند. بین مدارس شمالی که دارای عملکردی نزدیک میانگین هستند و مدارس در جنوب که نتایج بسیار ضعیف‌تری داشته‌اند شکاف گسترده‌ای وجود دارد.
آموزش عالی در ایتالیا، بین دانشگاه‌های دولتی، دانشگاه‌های خصوصی مدارس عالی تحصیلات تکمیلی معتبر و منتخب پخش گردیده است. در سال ۲۰۱۹، ۳۳ دانشگاه ایتالیا در بین ۵۰۰ دانشگاه برتر جهان قرار داشتند که از لحاظ تعداد بعد از بریتانیا و آلمان، سومین کشور در اروپا بود.
دانشگاه بوکونی میلان در رتبه‌بندی بین‌المللی وال‌استریت ژورنال در بین ۲۰ مدرسه بازرگانی برتر دنیا قرار گرفته است، این امر به ویژه به لطف برنامه کارشناسی ارشد مدیریت کسب‌وکار می‌باشد که در سال ۲۰۰۷، آن را در ردیف ۱۷ جهان از لحاظ شرایط اولویت جذب نیروی کار فارغ التحصیلان توسط شرکت‌های بزرگ چند ملیتی قرار داد. به علاوه، شرکت فوربز دانشگاه بوکونی را در رتبه اول جهانی در دسته ویژه ارزش هزینه کردن (Value for Money) قرار داد. از دیگر دانشگاه‌ها و پلی‌تکنیک‌های برتر می‌توان به دانشگاه پلی‌تکنیک میلان و دانشگاه پلی‌تکنیک تورین اشاره کرد.
در سال ۲۰۰۹، یک پژوهش ایتالیایی دانشگاه ساپینزای رم و دانشگاه میلان را (از لحاظ شاخص‌هایی همچون تولید علمی و جذب دانشجویان خارجی و سایر موارد) به عنوان دانشگاه‌های برتر در ایتالیا دانست، که فعالیت پژوهشی و آموزشی آن طی سالیان متمادی گسترش یافته است. دانشگاه میلان تنها عضو ایتالیایی لیگ دانشگاه‌های تحقیقاتی اروپا، گروه معتبری از بیست دانشگاه اروپا با تمرکز روی پژوهش، است.

## فولکلور و اسطوره‌شناسی

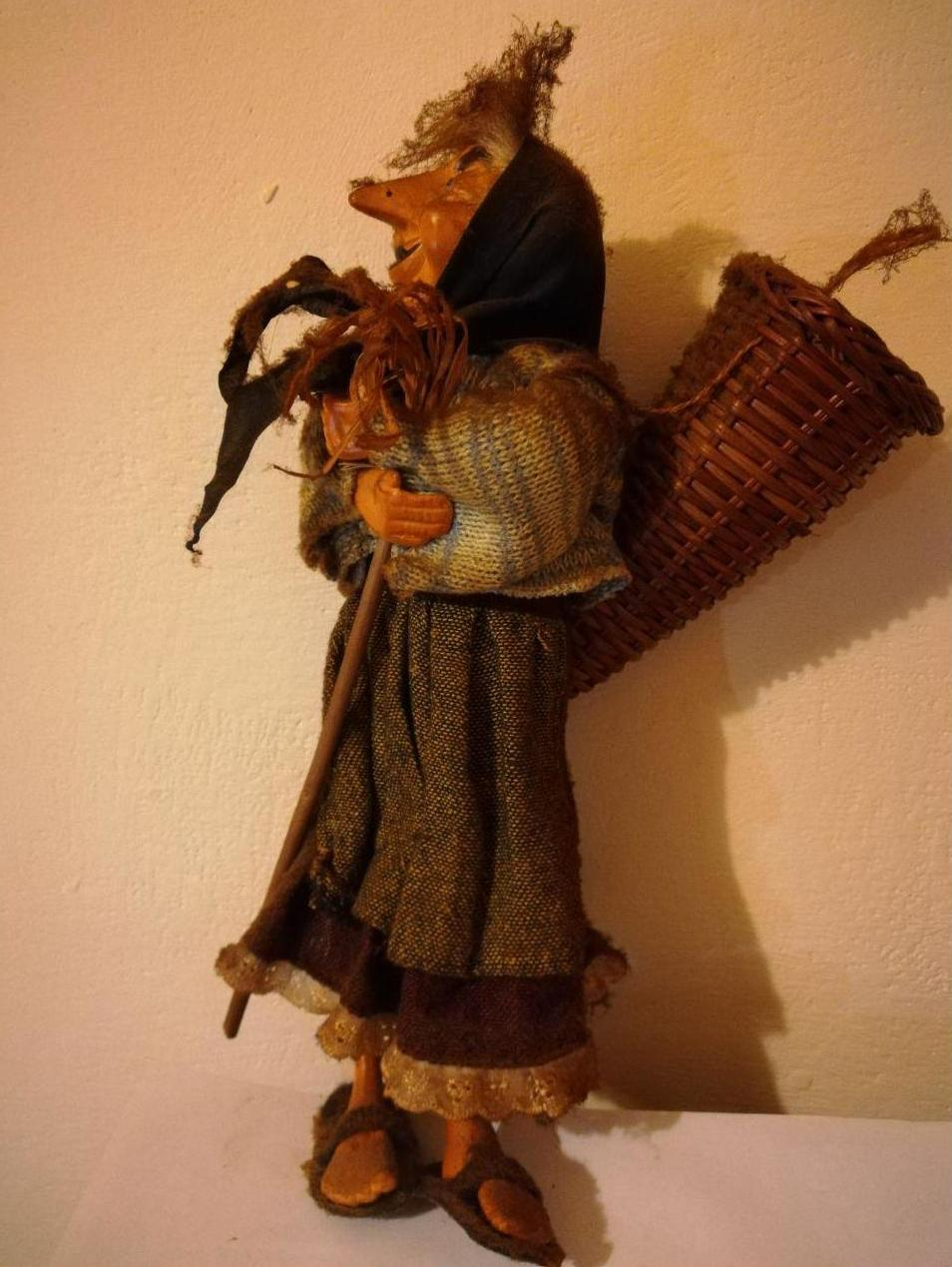
عروسک چوبی که تجسمی از بیفانا را نمایش می‌دهد.

فولکلور در ایتالیا به فولکلور و افسانه محلی ایتالیا اشاره دارد. در قلمرو ایتالیا، با گذشت زمان اقوام مختلفی از یکدیگر متابعت کرده‌اند که هر یک ردی از خود در پنداره توده مردم بر جا گذاشته‌اند.

## فرهنگ ایتالیایی

کولوسئوم که در اصل به نام آمفی تئاتر فلاویان شناخته می‌شد یک آمفی تئاتر بیضی شکل در مرکز شهر رم و بزرگ‌ترین آمفی تئاتر در دوران امپراتوری روم است.

ایتالیا مظهر فرهنگ غربی است و بیش از ۲٬۰۰۰ سال محل تقاطع جهانی بوده است. یادگیری مداوم، خلاقیت و پیشرفت فناوری در شبه جزیره ایتالیا، کمابیش هر جنبه از فرهنگ غربی را شکل داده است.

## کتابخانه و موزه

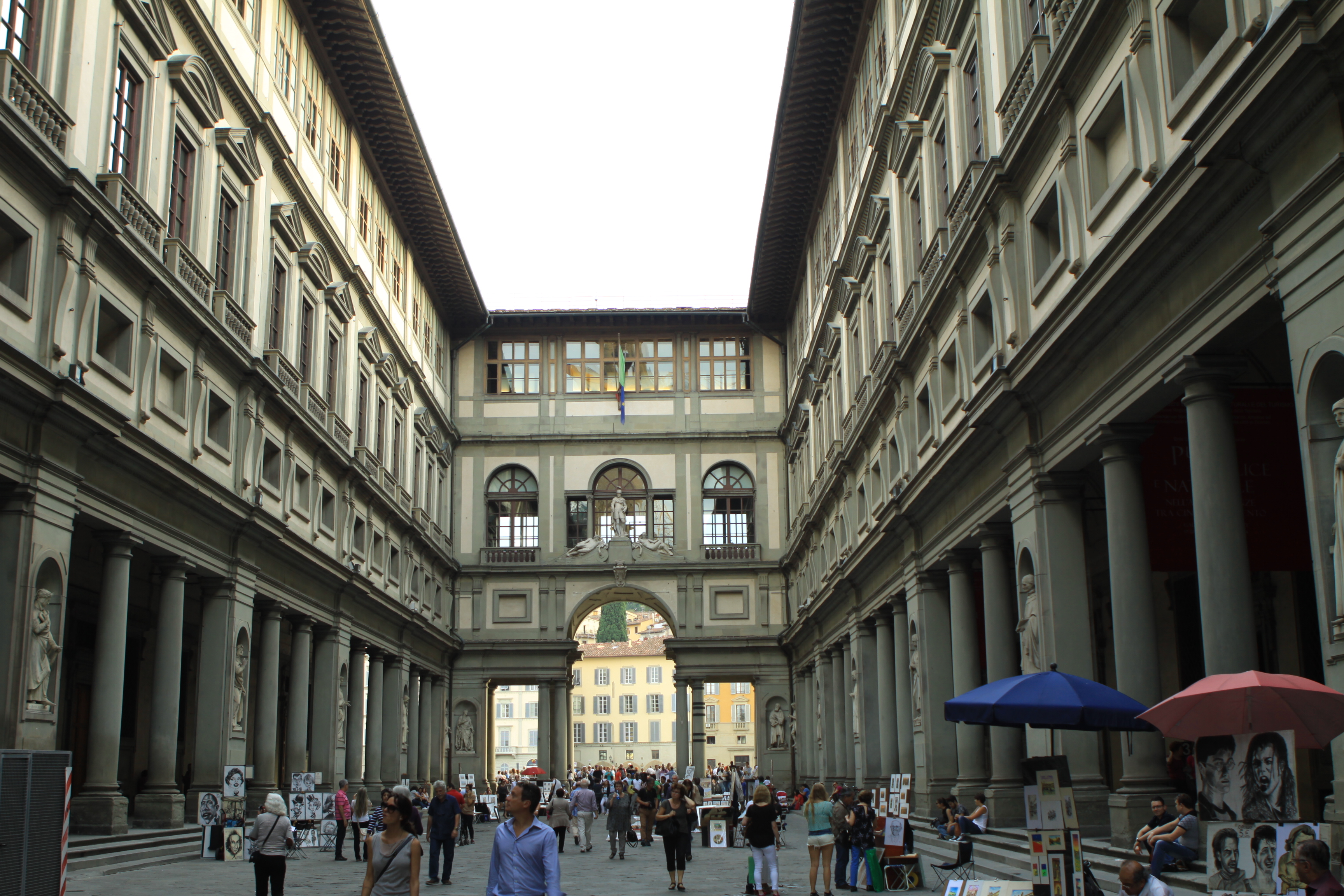
گالری اوفیتزی در فلورانس

ایتالیا یکی از بزرگ‌ترین مراکز معماری، هنر و کتاب در جهان است. از بین تعداد زیاد کتابخانه‌های ایتالیا، مهم‌ترین آنها در سیستم کتابخانه ملی هستند که شامل دو کتابخانه مرکزی، در فلورانس (۵٫۳ میلیون جلد) و رم (۵ میلیون جلد)، و چهار کتابخانه منطقه‌ای، در ناپل (۱٫۸ میلیون جلد)، میلان (۱ میلیون جلد)، تورین (۹۷۳٬۰۰۰ جلد) و ونیز (۹۱۷٬۰۰۰ جلد) هستند. وجود دو کتابخانه ملی مرکزی، در صورتی که بیشتر کشورها تنها یک عدد از این نوع را دارند، به واسطه تاریخچه کشور اتفاق افتاد، زیرا روم بخشی از ایالات پاپی بود و فلورانس یکی از مراکز پادشاهی ایتالیای یکپارچه بود. در حالی که هر دو کتابخانه به عنوان کتابخانه‌های کپی‌رایت (copyright libraries) تعیین شده‌اند، در حال حاضر فلورانس به عنوان مکانی جهت حفظ و فهرست‌نویسی نگارش‌های ایتالیایی خدمت می‌کند و کتابخانه واقع در رم، نگارش‌های خارجی که توسط کتابخانه‌های دولتی کسب شده‌اند را فهرست می‌کند. تمام شهرهای بزرگ ایتالیا دارای کتابخانه عمومی هستند.
در ایتالیا، مرکز جهانی فرهنگ، تاریخ و هنر بیش از ۳٬۰۰۰ موزه وجود دارد. شاید آنها حاوی مهم‌ترین مجموعه‌های مصنوعات تمدن باستانی باشند. به عنوان نمونه موزه تارانتو، آثار تاریخی و داده‌هایی را عرضه می‌کند که باعث توانایی محققان برای کاوش عمیق‌تر در تاریخچه ناحیه مگنا گراسیا می‌شود. مجموعه‌های باستان‌شناسی در موزه ملی روم و موزه ملی باستان‌شناسی ناپل، احتمالاً در بین بهترین‌های جهان قرار دارند. به همین ترتیب مجموعه اتروسک در موزه ملی باستان‌شناسی اومبریا در پروجا، مجسمه‌های کلاسیک در موزه‌های کاپیتولین رم و مجموعه مصری موزه مصرشناسی تورین ممکن است بهترین مجموعه‌ها در جهان باشند.
دوره کلاسیک تنها دوره‌ای نیست که در موزه‌های ایتالیا در معرض دید قرار داده شده است. دوره رنسانس ایتالیا در برخی از موزه‌ها، همچون گالری اوفیتزی، موزه بارگلو و کاخ پیتی واقع در فلورانس، به خوبی به نمایش گذاشته شده است. بسیاری از این موزه‌ها در کاخ‌های سابق پادشاهان یا سرای خانواده‌های سلطنتی جای گرفته‌اند.

## مردم ایتالیا

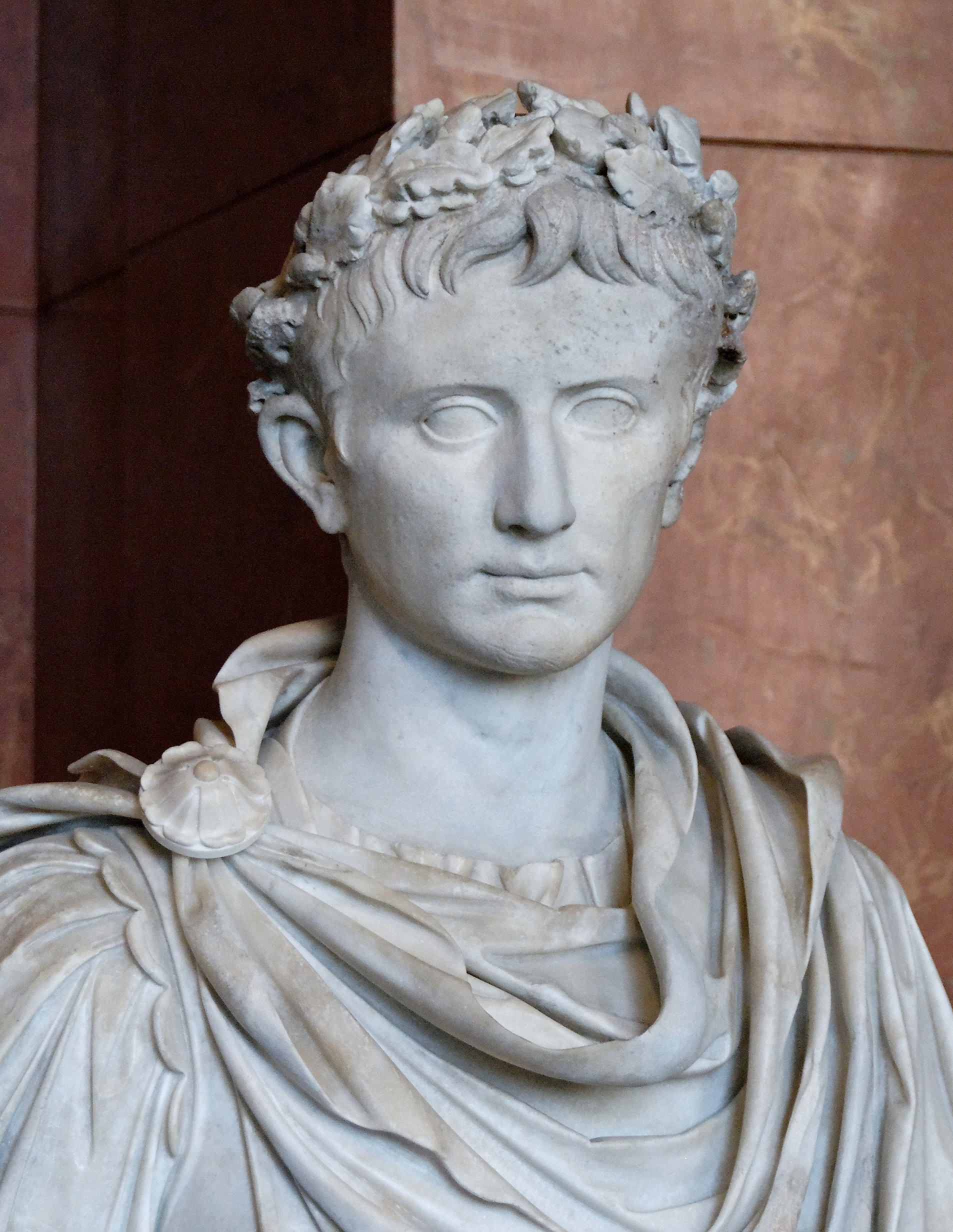
آگوستوس در زمان امپراتوری روم برای اولین بار یک ناحیه اداری به نام ایتالیا ایجاد کرد که ساکنان آن ایتالیوس پوپولوس خوانده، می‌شدند به همین دلیل مورخان او را پدر ایتالیا نامیده‌اند.

شبه جزیره ایتالیا دست‌کم از دوران روم مرکز توسعه فرهنگی غربی بوده است. شاعران مهم امپراتوری و جمهوری روم لوکرتیوس، کاتولوس، ویرژیل، هوراس و اووید بودند. همچنین در ادبیات لاتین سخنور-سخندان سیسرون، طنزپرداز جوونال، نثرنویس پلینیوس و برادرزاده‌اش پلینی جوان، مورخان سالوست، تیتوس لیویوس و سوئتونیوس برجسته بودند. ژولیوس سزار که به عنوان مورخ و سبک نثر نویسی بلندآوازه بود، حتی به عنوان رهبر سیاسی و نظامی شهرت بیشتری دارد. حقوقدان‌های رومی قانون روم را تأسیس و توسعه دادند که امروزه نیز بازنمایی کننده مبنای چارچوب قانون مدنی، گسترده‌ترین نظام حقوقی در جهان است. از جمله معروف‌ترین حقوقدان‌ها گایوس (حقوقدان)، اولپیان، پاپینیان و ژولیوس پائولوس هستند. ایتالیا به عنوان مرکز مگنا گراسیا، همچنین سرزمینی بود که شخصیت‌هایی همچون ارشمیدس، فیثاغورس، پارمنیدس، زنون رواقی و گرگیاس به جامعه جهانی ارائه کرد. نخستین امپراتور روم، اُکتاویان بود که با لقب آگوستوس بیشتر شناخته می‌شود. قابل توجه‌ترین امپراتورهای بعد، ستمگران کالیگولا و نرون، فیلسوف-زمامدار مارکوس آئورلیوس و کنستانتین بزرگ، اولین امپراتور روم که به مسیحیت گروید، هستند. تاریخچه کلیسای مسیحی در دوره قرون وسطی بدون اشاره از مردان ایتالیایی همچون بندیکت نرسیا، پاپ گریگوری یکم، فرانسیس آسیزی و فیلسوف-یزدان‌شناس انسلم، یواخیم فیوره و توماس آکویناس کامل نخواهد شد.
پادشاهان و امپراتورهای سیسیلی همچون راجر دوم و فریدریش دوم از پادشاهی سیسیل، تأثیر قابل توجهی بر فرهنگ ایتالیایی داشتند و برای اولین مرتبه ایتالیا را متحد و یکپارچه کردند. هیچ سرزمینی تأثیر زیادتری بر بخش هنرهای تجسمی نداشته است. در قرن‌های سیزدهم و چهاردهم، مجسمه سازان نیکولا پیزانو و پسرش جووانی پیزانو، نقاشان چیمابوئه، دوچو و جوتو و مدتی بعد مجسمه‌ساز آندرئا پیزانو در میان بسیاری از هنرمندان قرن پانزدهم - دوران طلایی فلورانس و ونیز - معماران فیلیپو برونلسکی، لورنتسو گیبرتی و لئون باتیستا آلبرتی، مجسمه‌سازان دوناتلو، لوکا دلا روبیا، دزیدریو دا ستینیانو و آندرئا دل وروکیو، نقاشان فرا آنجلیکو، استفانو دی جووانی، پائولو آچلو، مازاتچو، فلیپو لیپی، پیرو دلا فرانچسکا، جووانی بلینی، آندرئا مانتنیا، آنتونلو دا مسینا، آنتونیو دل پولایولو، لوکا سینیورلی، پیترو پروجینو، ساندرو بوتیچلی، دومنیکو گیرلاندایو و ویتره کارپاتچو وجود داشتند.

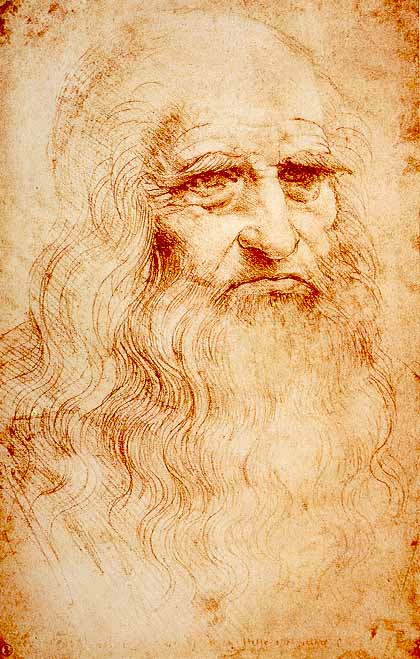
لئوناردو داوینچی، یک همه‌چیزدان در دوره رنسانس والا که به عنوان نقاش، طراح، مهندس، دانشمند، نظریه‌پرداز، مجسمه‌ساز و معمار به فعالیت مشغول بود.

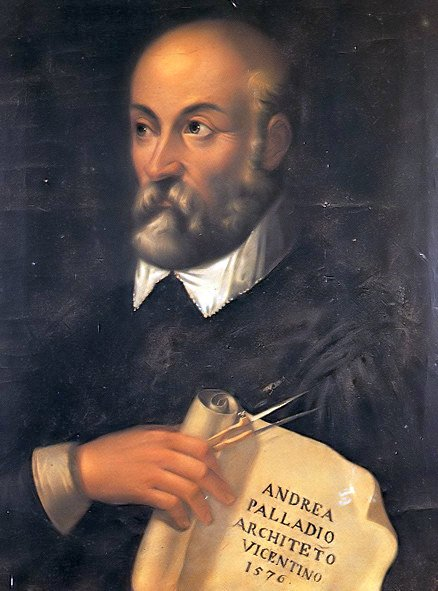
آندره‌آ پالادیو اغلب به عنوان تاثیرگذارترین معمار در جهان غرب توصیف می‌گردد.

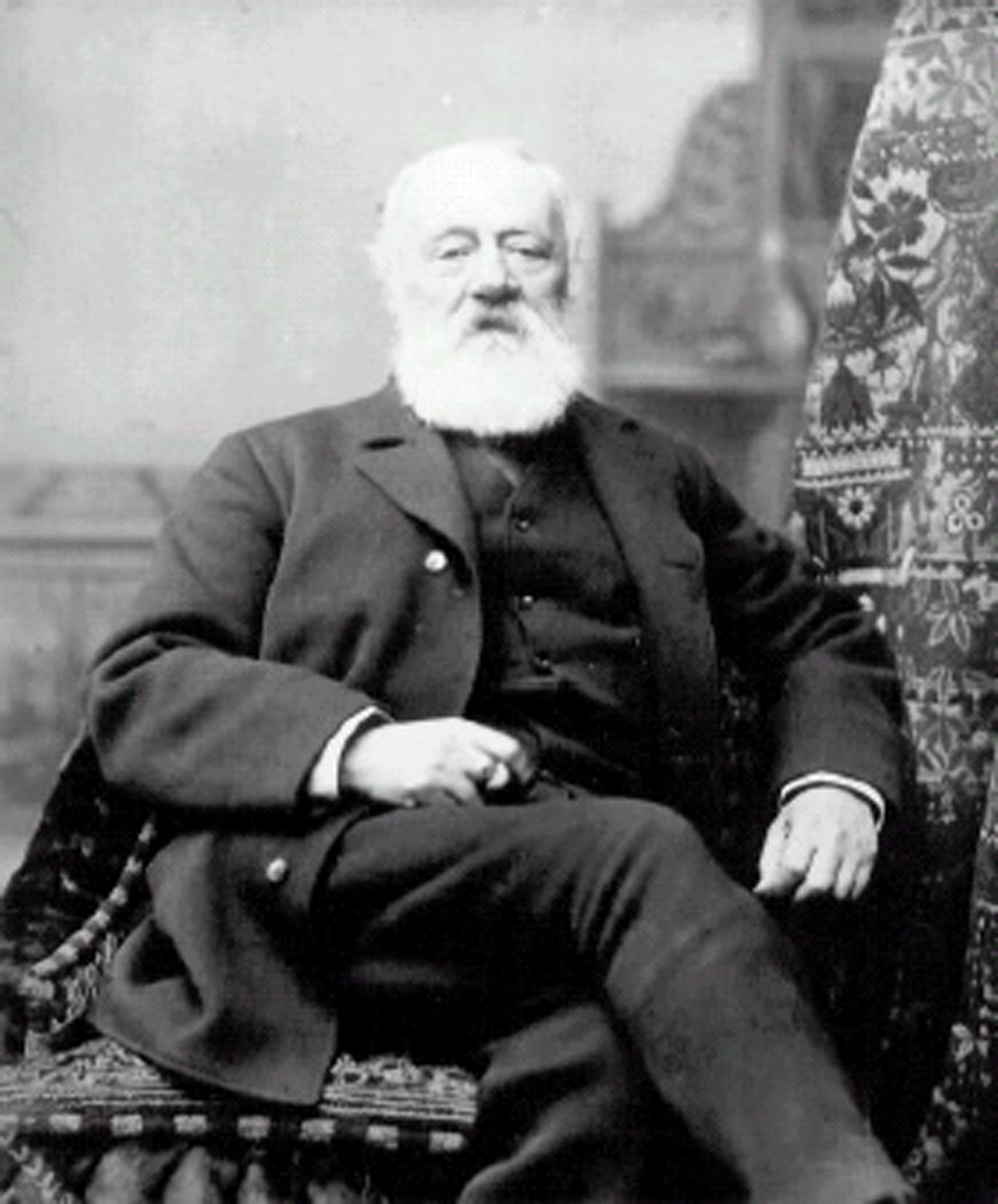
آنتونیو میوچی، مخترع اولین تلفن

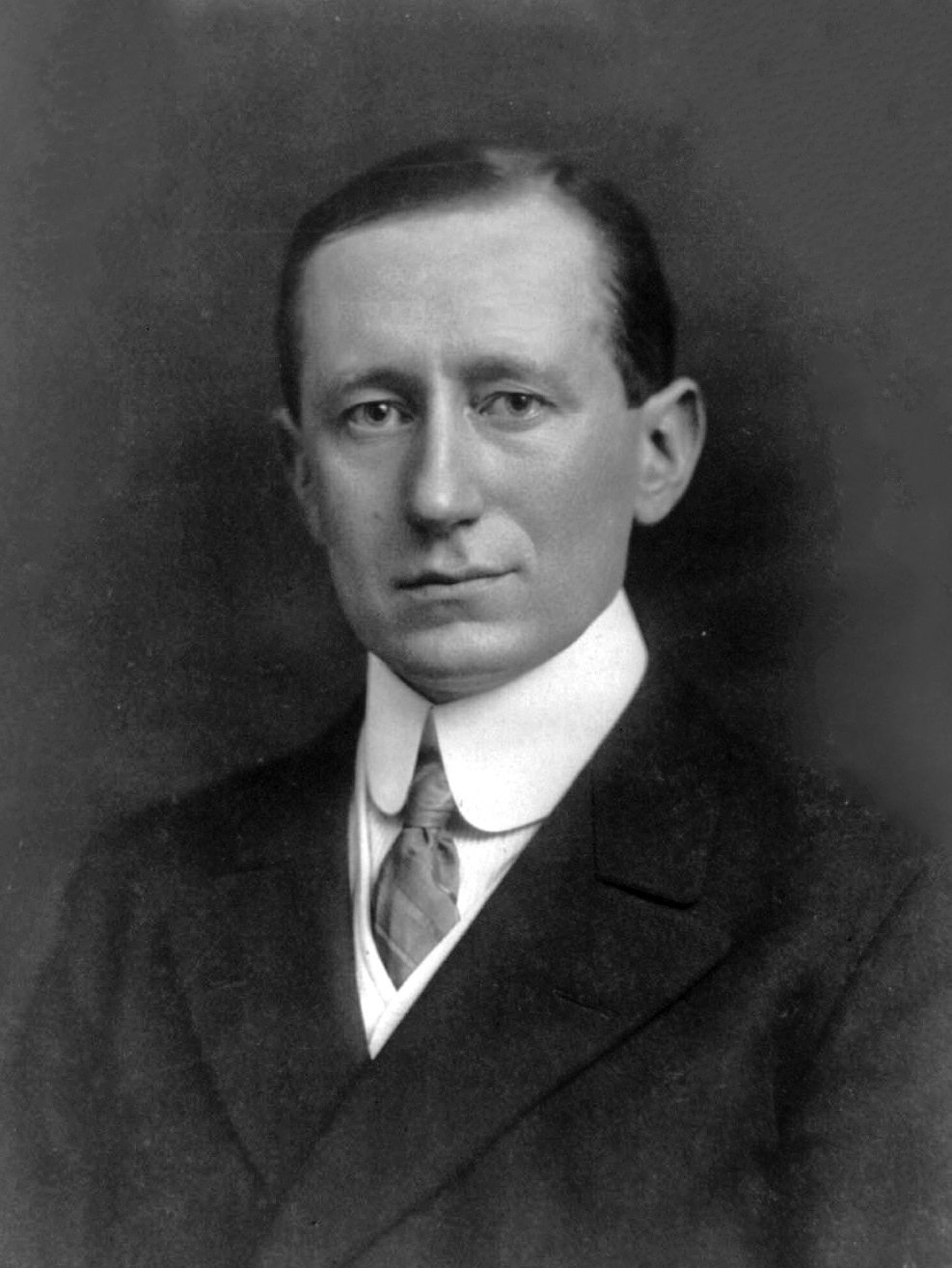
گولیلمو مارکونی مخترع رادیو بود.

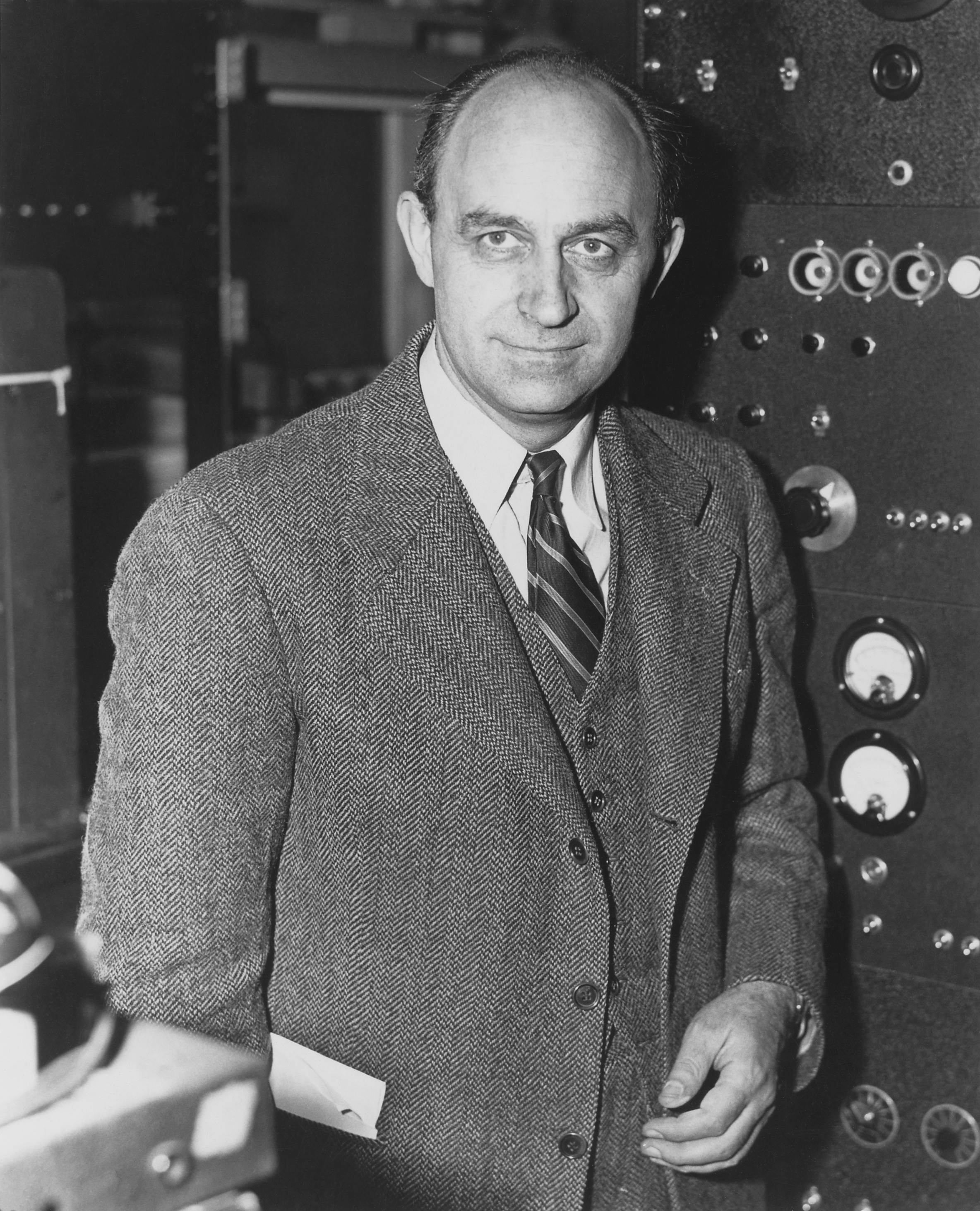
انریکو فرمی، خالق اولین راکتور هسته‌ای جهان. او به عنوان "معمار عصر هسته‌ای." و «معمار جنگ‌افزار هسته‌ای» در نظر گرفته می‌شود.

در طی قرن شانزدهم در دوره رنسانس والا، رم با فلورانس موقعیت پیشتازی در دنیای هنر را تسهیم کرد. استادهای برتر شامل لئوناردو داوینچی با تخصص نقاش-طراح-مخترع، میکل‌آنژ با تخصص نقاش-مجسمه‌ساز-معمار، معماران دوناتو برامانته و آندره‌آ پالادیو، مجسمه‌ساز بن‌ونوتو چلینی، نقاش‌ها تیسین، جورجونه، رافائل، آندریا دل سارتو و آنتونیو دا کورجو بودند. از جمله استادان نقاشی در اواخر دوره رنسانس تینتورتو و پائولو ورونزه بودند. جورجو وازاری نقاش، معمار، مورخ هنر و منتقد بود.
از جمله هنرمندان پیشتاز دوره باروک، مجسمه‌ساز-معمار جان لورنتسو برنینی و فرانچسکو بورومینی، معماران فرانچسکو بارتولومئو راسترلی، فیلیپو جووارا و لوئیجی وانویتلی، نقاشان کاراواجو، گیدو رنی، آنیباله کاراچی، پیترو دا کورتونا، لوکا جوردانو، آندره‌آ پوتزو، گوئرچینو، دومنیکینو، جامباتیستا تیه‌پولو، کانالتو، پیترو لونگی و فرانچسکو گواردی بودند. شخصیت‌های برجسته در نقاشی مدرن اومبرتو بوچونی، آمادئو مودیلیانی، جورجو د کیریکو، لوچیو فونتانا، آلبرتو بوری و جورجو موراندی بودند.
موسیقی که بخش جدایی نشدنی زندگی ایتالیایی‌ها است بسیاری از فرم‌های موسیقی و نیز زبان موسیقی را مدیون ایتالیا می‌باشد. خالق سرودهای گریگوری پاپ گریگوری یکم رومی بود. حامل موسیقی توسط گوئیدو د آرتزو اختراع یا ایجاد شد. یک آهنگساز برجسته قرن‌چهاردهم، ارگ‌نواز نابینای فلورانسی فرانچسکو لاندینی بود. آهنگسازان برجسته دوران رنسانس والا و اوایل دوره باروک جووانّی پی‌یرلوئیجی دا پالسترینا، مادریگالیست لوکا مارنزیو و کارلو جزوالدو شاهزاده ونسا، ارگ‌نوازان ونیزی آندرا گابریلی و جووانی گابریلی، کلودیو مونته‌وردی، یکی از مؤسسان اپرا؛ ارگ‌نواز-آهنگساز ژیرولامو فرسکوبالدی، جاکومو کاریسیمی بودند. یکی از ابداع کنندگان اپرای فرانسوی و استاد سبک باروک فرانسه، ژان-باتیست لولی آهنگساز ایتالیایی بود که بعد تابعیت فرانسه را به دست آورد. شخصیت‌های مهم بعدی دوره باروک آرکانجلو کورلی، آنتونیو ویوالدی، لوئیجی بوکرینی، الساندرو اسکارلاتی و پسرش دومنیکو اسکارلاتی بودند. لوئیجی کروبینی که زاده ایتالیا بود، شخصیت محوری موسیقی فرانسوی در عصر ناپلئون بود، در حالی که آنتونیو سالییری و گاسپاره اسپونتینی به ترتیب نقش‌های مهمی در عمر موسیقی وین و برلین ایفا کردند.
آهنگسازان قرن نوزدهم که دوره خود را به عصر بزرگ اپرای ایتالیایی تبدیل کردند جواکینو روسینی، گائتانو دونیزتی، وینچنتزو بلینی و بالاتر از همه جوزپه وردی بودند. نیکولو پاگانینی بزرگ‌ترین نوازنده ویولن زمانه خود بود. آهنگسازان اپرایی متاخرتر روجرو لئونکاوالو، جاکومو پوچینی و پیترو ماسکانی بودند. خوانندگان مشهور اپرا انریکو کاروزو، لوئیزا تترازینی، تیتا روفو، آملیتا گالی-کورچی، بنیامینو جییی، اتزیو پینتزا (Ezio Pinza) و لوچیانو پاواروتی بودند. آرتورو توسکانینی به‌طور کلی به عنوان یکی از بزرگ‌ترین رهبران ارکستر و اپرا در زمانه خودش محسوب می‌شود، دو رهبر برجسته ارکستر معاصر کلودیو آبادو و ریکاردو موتی هستند. در حوزه موسیقی سینما، سازندگان بزرگ ایتالیایی انیو موریکونه، نینو روتا، آرماندو ترووایولی و جورجو مورودر، پیشکسوت موسیقی دیسکو بودند. پیشروترین سازندگان سازهای زهی گاسپارو دا سالو از برشا، نیکولا آماتی، آنتونیو استرادیواری و جوزپه گوارنری از کرمونا بودند. بارتولومئو کریستافوری مخترع پیانو بود.
ادبیات ایتالیایی و زبان ادبی با دانته آلیگیری، نویسنده کتاب کمدی الهی آغاز شد. دستاوردهای ادبی همچون شعرهای فرانچسکو پترارک، تورکواتو تاسو، لودوویکو آریوستو و نوشته‌های نثر از جووانی بوکاچو، نیکولو ماکیاولی و بالداساره کاستیلیونه تأثیر بسیار زیاد و ماندگار بر گسترش مابعد فرهنگ غرب گذاشت. کارگردانان برجسته فیلم فدریکو فلینی، سرجو لئونه، پیر پائولو پازولینی، لوکینو ویسکونتی، ویتوریو دسیکا، میکل‌آنجلو آنتونیونی، روبرتو روسلینی، پائولو سورنتینو، فرانکو زفیرلی، برناردو برتولوچی، لینا ورتمولر و فرانک کاپرا ایتالیایی الاصل هستند. ستارگان معروف فیلم رودولف والنتینو ایتالیایی الاصل، مارچلو ماسترویانی، جینا لولوبریجیدا و سوفیا لورن هستند.
ایتالیا در حوزه فلسفه، جهان‌پژوهی و زمامداری شخصیت‌های بلندآوازه جهانی زیادی را ارائه کرده است که از جمله آنها: جهانگرد مارکو پولو؛ دولتمرد و حامی هنر کوزیمو د مدیچی؛ دولتمرد، کشیش، حامی هنری رودریگو بورجیا که به مقام پاپ الکساندر ششم رسید؛ سرباز، دولتمرد و حامی هنری لورنتسو د مدیچی؛ پسر کوزیمو؛ کاشف جان کابوت؛ کاشف کریستف کلمب؛ کاشف آمریگو وسپوچی که واژه آمریکا به خاطر یادبود او انتخاب شد؛ دریاسالار و دولتمرد آندره‌آ دوریا؛ کاترین مدیچی ملکه فرانسه؛ نیکولو ماکیاولی مؤلف کتاب شهریار و نظریه‌پرداز سیاسی برجسته دوره رنسانس؛ دولتمرد و روحانی چزاره بورجا پسر رودریگو؛ کاوشگر سباستین کابوت پسر جان؛ مورخ فرانچسکو گویتچاردینی؛ کاشف جووانی دا وراتزانو، کاشف پیر ساوورگنان د برازا که نام شهر برازاویل پایتخت کشور جمهوری کنگو بر اساس او انتخاب شد؛ کاشف، مبلغ مذهبی، چین‌شناس ماتئو ریتچی؛ فیلسوف برناردینو تلسیو؛ ریاضی‌دان، منجم، فیلسوف جوردانو برونو؛ محقق پائولو سارپی که آنقدر در تعداد زیادی از حوزه‌های دانش بشری تبحر داشت که او را دانشمند قرن نامیده بودند؛ فیلسوف تومازو کامپانلا؛ ژول مازارن دولتمرد، سیاستمدار و صدر اعظم فرانسه در دوره حکمرانی لوئی چهاردهم؛ فیلد مارشال امپراتوری و دولتمرد اوژن ساووا؛ فیلسوف سیاسی جامباتیستا ویکو؛ حقوقدان شاخص چزاره بکاریا؛ جوزپه ماتزینی رهبر سیاسی عقیدتی وحدت ایتالیا؛ کامیلو دی کاوور دولتمرد شاخص و جوزپه گاریبالدی مبارز و نظامی بسیار معروف هستند.
رهبر سیاسی و نظامی فرانسه ناپلئون بناپارت، از دودمان ایتالیایی بود و در همان سالی به دنیا آمد که جمهوری جنوا (ایالت سابق ایتالیا) ناحیه کُرس را به فرانسه واگذار کرد.
پیشگامان فکری و سیاسی دوران اخیر، برنده جایزه صلح نوبل در سال ۱۹۰۷ ارنستو مونتا؛ جامعه‌شناس و اقتصاددان ویلفردو پارتو؛ نظریه‌پرداز سیاسی گایتانو موسکا؛ آموزگار ماریا مونته‌سوری؛ فیلسوف، منتقد و مورخ بندیتو کروچه به همراه هماورد آرمانگرای خود جووانی جنتیله؛ بنیتو موسولینی پایه‌گذار فاشیسم و دیکتاتور سال‌های ۱۹۲۲ تا ۱۹۴۳؛ آنتونیو گرامشی، پالمیرو تولیاتی و انریکو برلینگوئر رهبران کمونیست؛ کارلو سفورزا، آلچیده د گاسپری و جولیو آندرئوتی دولتمردان معروف امروزی هستند.
دانشمندان و ریاضیدانان برجسته ایتالیایی گالیلئو گالیله، فیبوناچی، گولیلمو مارکونی، آنتونیو میوچی، انریکو فرمی ایتالیایی-آمریکایی، جرلامو کاردانو، بوناونتورا کاوالیری، اوانجلیستا توریچلی، فرانچسکو گریمالدی، مارچلو مالپیگی، ژوزف لوئی لاگرانژ، لوییجی گالوانی، آلساندرو ولتا، آمدئو آووگادرو، استانیسلاو کانیزارو، جوزپه پئانو، آنجلو سکی، کامیلو گلجی، اتوره مایورانا، امیلیو سگره، تولیو لوی-چیویتا، گرگریو ریچی-کورباسترو، دانیل باوت، جولیو ناتا، ریتا لوی مونتالچینی، ریکاردو جیاکونی ایتالیایی-آمریکایی، جورجو پاریسی هستند. النا کورنارو پیسکوپیا اولین زنی در تاریخ جهان بود که توانست مدرک پی‌اچ‌دی را کسب کند.

## زبان

نقشه زبان‌شناسی زبان ایتالیایی در سرتاسر جهان
زبان رسمی
به عنوان زبان دوم، در حد وسیع مورد صحبت کردن قرار می‌گیرد یا قابل فهم است
به خاطر دوران استعمار سابق، توسط برخی افراد قابل فهم است

شاعر رمانتیک انگلیسی، لرد بایرون زبان ایتالیایی را این گونه توصیف کرده است «آن لاتین حرامزاده لطیف، همچون بوسه‌های لب‌های زن گداخته می‌شود، و به نحوی به نظر می‌رسد که باید روی ساتن نوشته شود.»

## رسانه
اینترنت
در سال ۱۹۸۶، اولین اتصال اینترنت در ایتالیا در پیزا آزمایش شد که بعد از نروژ و بریتانیا، سومین کشور اروپایی در این امر بود. پیش از این در اواخر دهه ۱۹۷۰، محققان پیزایی در آغاز از طریق لوچیانو لانزینی با محققان ایالات متحده آمریکا که تاریخ اینترنت را پایه‌گذاری کردند در ارتباط بودند. در بین آنها، وینتون سرف و باب کان قرار داشته و اولین افرادی بودند که مجموعه پروتکل اینترنت، دو پروتکل مرکز اینترنت را اختراع کردند و به همین خاطر به عنوان «پدر اینترنت» در نظر گرفته شده‌اند.

## نمادهای ملی

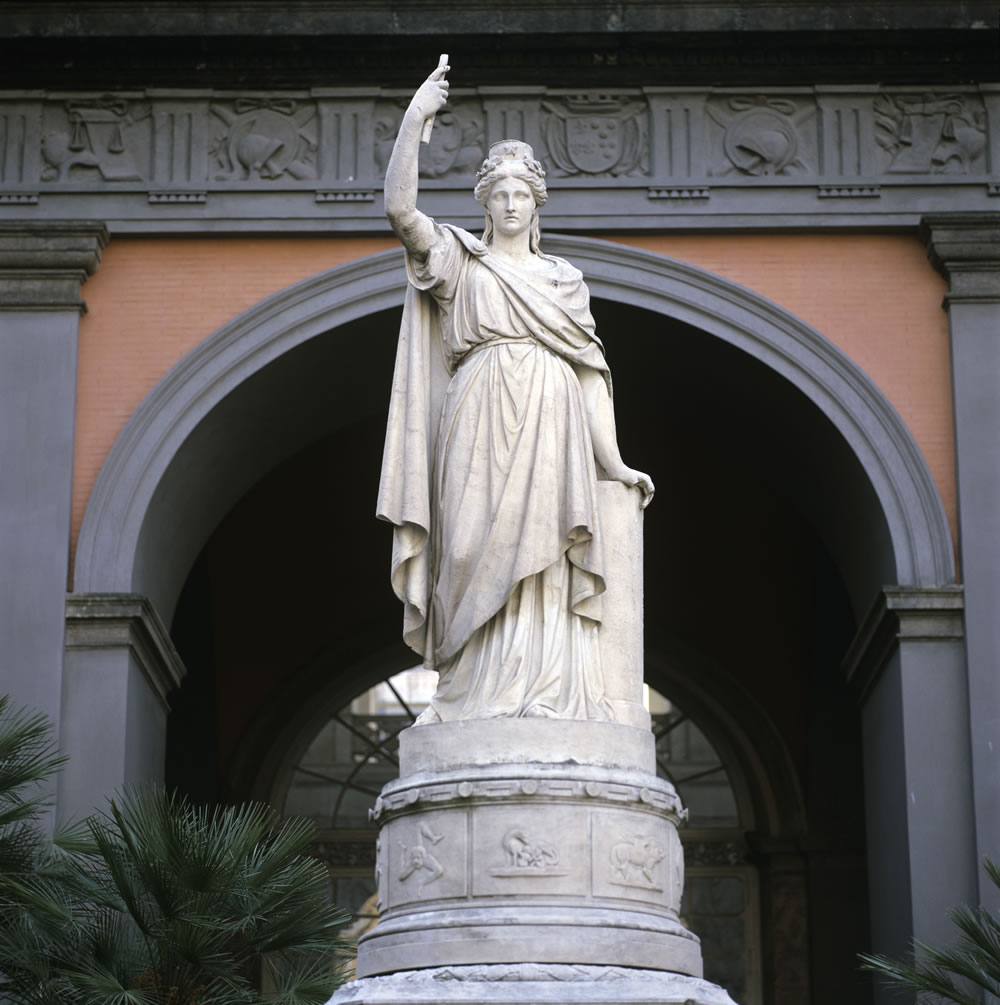
مجسمه ایتالیا توریتا در ناپل. ایتالیا توریتا انسان‌انگاری ملی ایتالیا است.

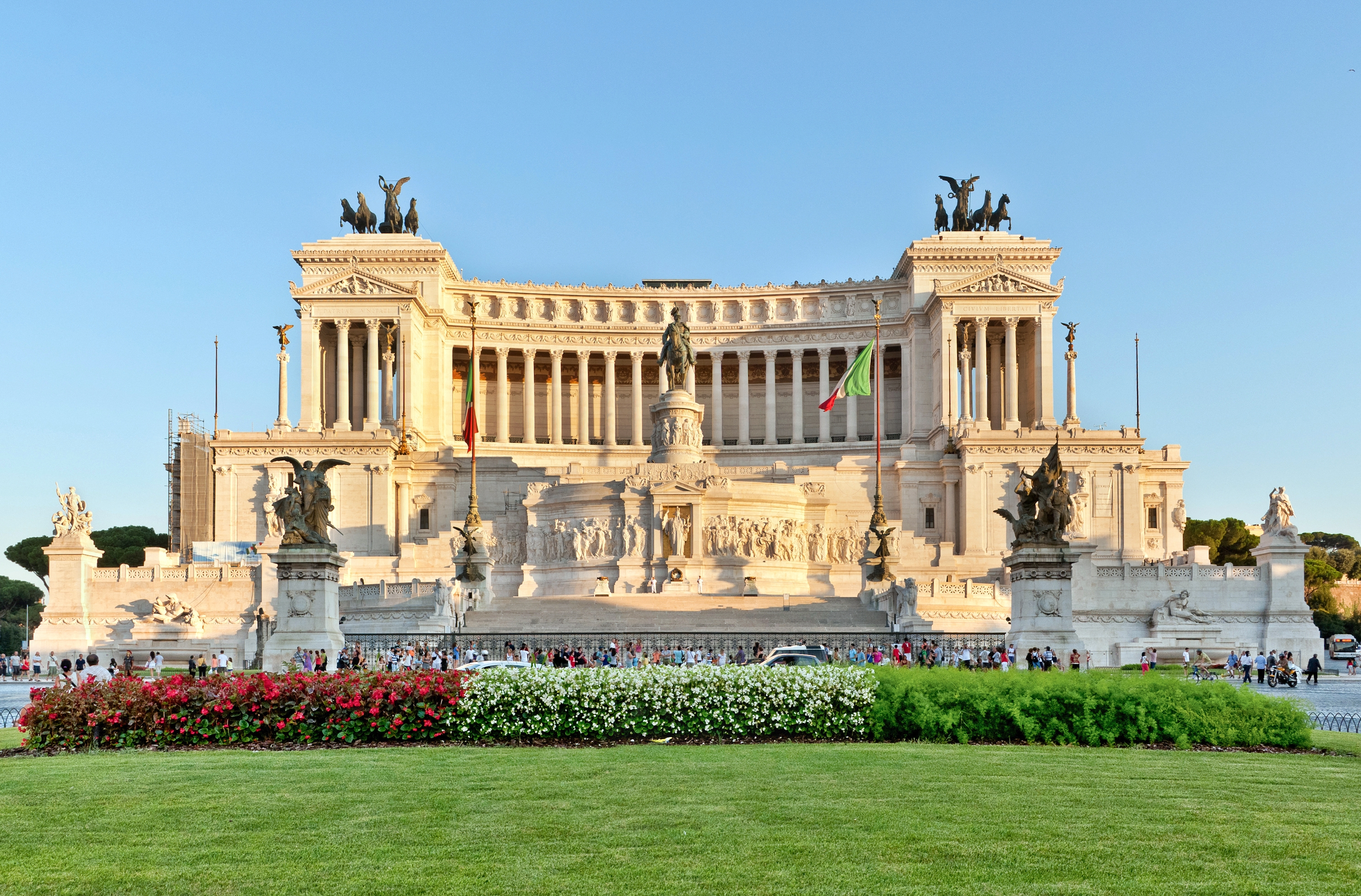
بنای یادبود ویتوریو امانوئله دوم در رم، نماد ملی ایتالیا در تجلیل اولین پادشاه کشور متحد و مکان سرباز گمنام ایتالیایی از پایان جنگ جهانی اول.

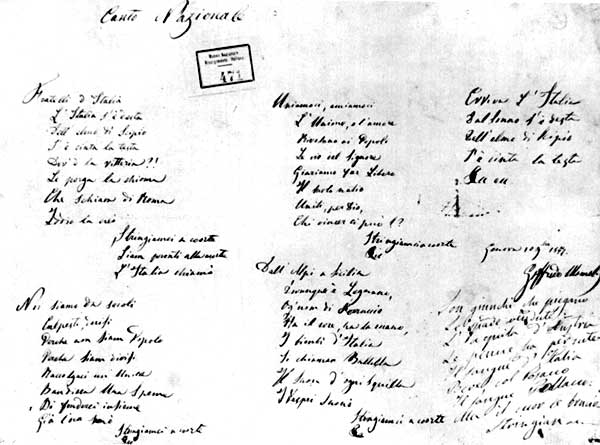
کپی هولوگرافیک از «سرود ملی ایتالیا» در سال ۱۸۴۷، سرود ملی ایتالیا از سال ۱۹۴۶.

## جوایز نوبل

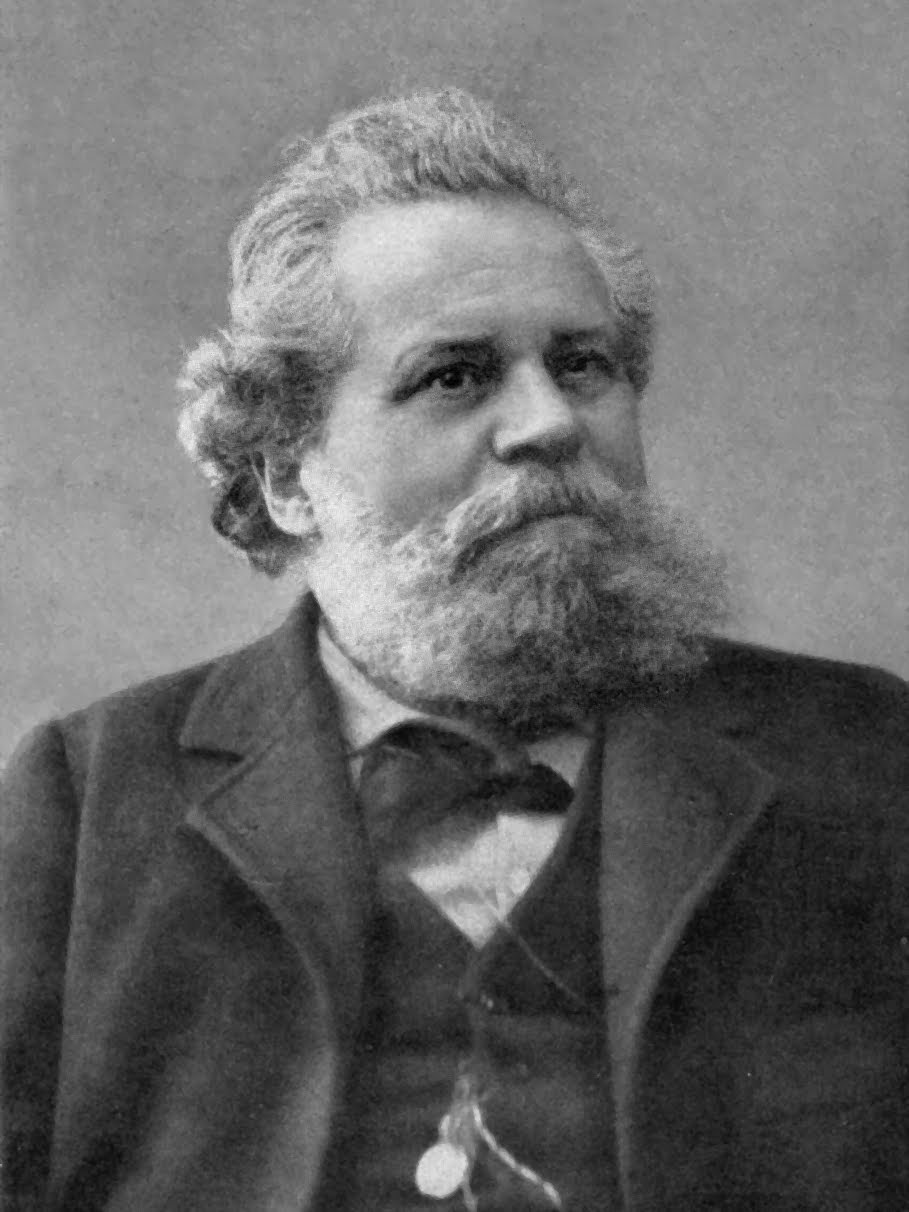
جوسوئه کاردوچی. در سال ۱۹۰۶، او اولین ایتالیایی بود که توانست جایزه جایزه نوبل ادبیات را به دست آورد.

## تعطیلات رسمی

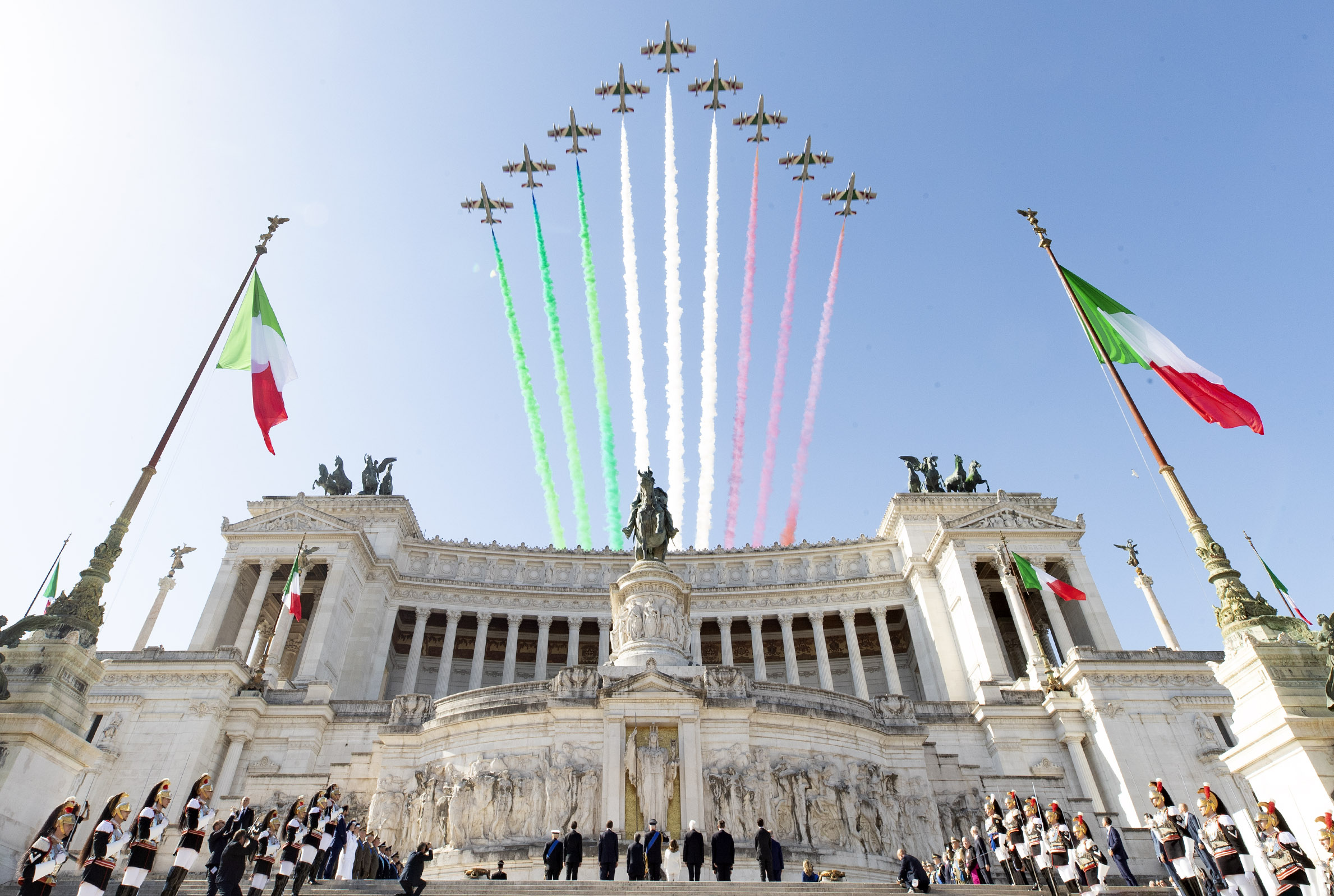
پیکان‌های سه‌رنگ به همراه مسیر دود که رنگ‌های ملی ایتالیا را بر فراز بنای یادبود ویتوریو امانوئله دوم در روز ۲ ژوئن ۲۰۰۲، طی برگزاری جشن روز جمهوری در رم به نمایش گذاشت.

تعطیلات رسمی در ایتالیا از طریق برگزاری مراسم مذهبی، ملی و محلی جشن گرفته می‌شود. روز ملی ایتالیا، روز جمهوری، هر سال در روز ۲ ژوئن جشن گرفته می‌شود، وفق اینکه جشن اصلی در رم برگزار شده و زاد روز جمهوری ایتالیا در سال ۱۹۴۶، گرامی داشته می‌شود.

## دین

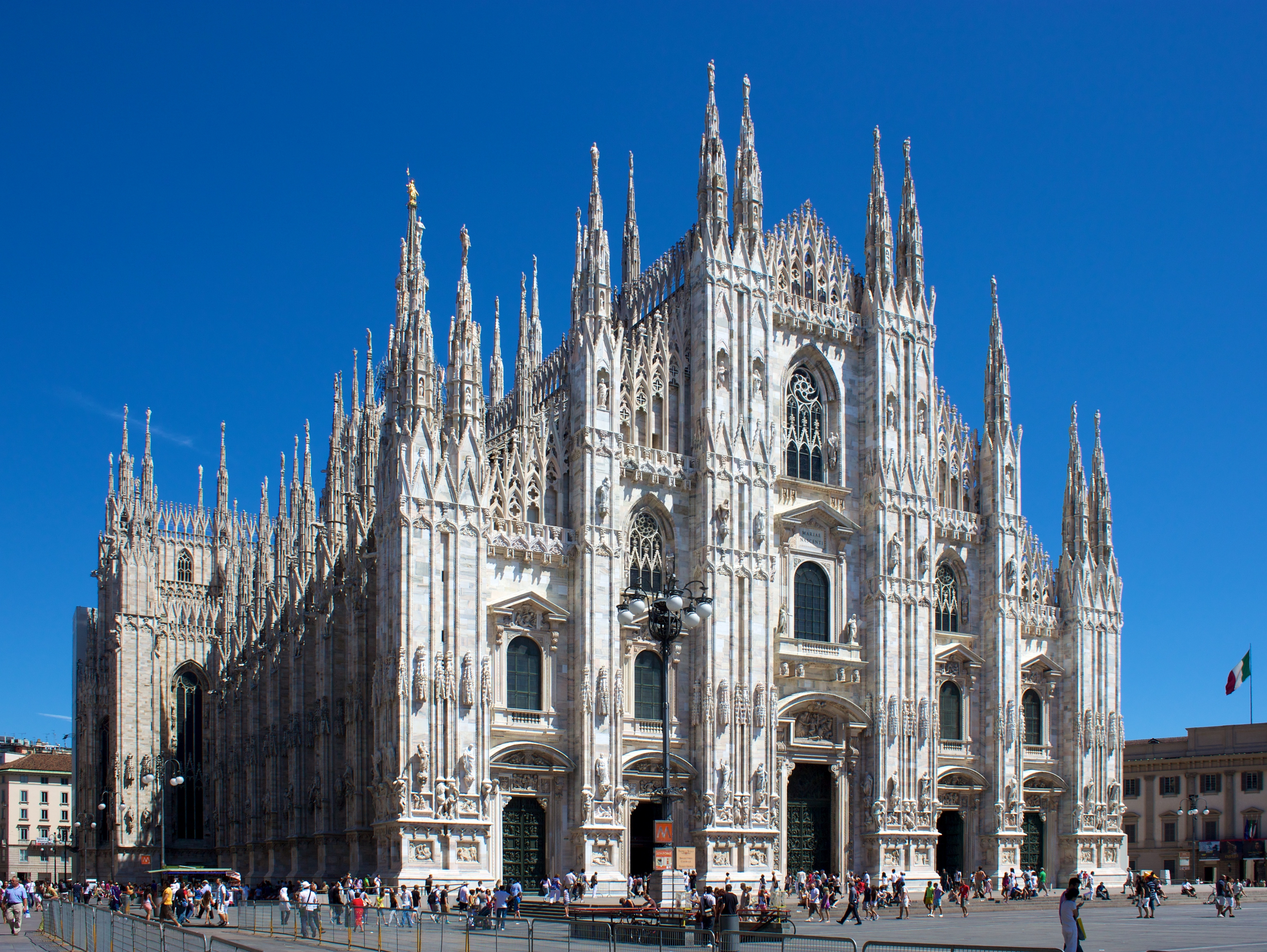
کلیسای جامع میلان، چهارمین کلیسای بزرگ جهان است.

در سال ۲۰۱۷، نسبت جمعیت ایتالیایی‌هایی که خود را مسیحی کاتولیک رومی معرفی کردند بالغ بر ۷۴٫۴ درصد بود. از سال ۱۹۸۵، مذهب کاتولیک دیگر رسماً دین رسمی نیست. ایتالیا دارای پنجمین جمعیت کاتولیک جهان است و از لحاظ تعداد پیروان کاتولیک، در اروپا رتبه اول را در اختیار دارد.
سریر مقدس، حوزه قضایی اسقفی رم، شامل دولت مرکزی کلیسای کاتولیک است. این کشور توسط سایر مباحث حقوق بین‌الملل به عنوان یک نهاد مستقل به ریاست پاپ، که اسقف رم نیز هست، به رسمیت شناخته شده است که می‌توان با آن روابط دیپلماتیک برقرار کرد. سریر مقدس که اغلب به‌طور نادرست به عنوان «واتیکان» مورد اشاره قرار می‌گیرد، همان موجودیت کشور شهر واتیکان نیست زیرا سریر مقدس حوزه قضایی و نهاد مدیریتی پاپ است. شهر واتیکان تنها در سال ۱۹۲۹ موجودیت یافت.
در سال ۲۰۱۱، ادیان اقلیت مسیحی در ایتالیا شامل حدود ۱٫۵ میلیون مسیحی ارتدوکس یا ۲٫۵٪ از جمعیت، ۵۰۰٬۰۰۰ پنطیکاستی و انجیلی (که ۴۰۰٬۰۰۰ نفر از آنها اعضای کلیسای جماعت ربانی هستند)، ۲۵۱٬۱۹۲ شاهدان یهوه، ۳۰٬۰۰۰ والدوسی‌ها، ۲۵٬۰۰۰ ادونتیست‌های روز هفتم، ۲۶٬۹۲۵ قدیسان آخرالزمان، ۱۵٬۰۰۰ باپتیست (به علاوه حدود ۵٬۰۰۰ باپتیست آزاد)، ۷٬۰۰۰ لوتریان و ۴٬۰۰۰ متدیست‌ها (وابسته به کلیسای والدوسی‌ها) هستند.

کلیسای جامع فلورانس که بزرگ‌ترین گنبد آجری جهان را دارد

یکی از قدیمی‌ترین ادیان مذهبی اقلیت در ایتالیا یهودیت است، یهودیان از قبل از تولد مسیح در روم باستان حضور داشتند. ایتالیا برای قرن‌ها پذیرای یهودیان رانده شده از سایر کشورها، به ویژه اسپانیا بوده است. با این وجود، حدود ۲۰ درصد از یهودیان ایتالیا در جریان هولوکاست کشته شدند. این امر، همراه با مهاجرتی که قبل و بعد از جنگ جهانی دوم انجام گرفت، تنها حدود ۲۸٬۴۰۰ یهودی را در ایتالیا برجای گذاشت.
مهاجرت سرسام‌آور در دو دهه اخیر با افزایش مذاهب غیر مسیحی همراه بوده است. به دنبال مهاجرت از شبه قاره هند، در ایتالیا ۱۲۰٬۰۰۰ هندو و ۷۰۰۰۰ سیک در سراسر کشور زندگی می‌کنند و ۲۲ گردواره وجود دارد.
دولت ایتالیا به عنوان اقدامی برای حمایت از آزادی مذهبی، سهام مالیات بر درآمد را به جوامع مذهبی به رسمیت شناخته شده، تحت نظامی به نام هشت در هزار واگذار می‌کند. کمک‌های مالی به جوامع مسیحی، یهودی، بودایی و هندو مجاز است. با این حال، اسلام همچنان مستثنی است، زیرا هنوز هیچ جامعه مسلمانی با دولت ایتالیا قراردادی امضا نکرده است. مالیات دهندگانی که مایل به تأمین مالی دین نیستند، سهم خود را به سیستم رفاه دولتی می‌پردازند.
شایان ذکر است که با توجه به رنسانس ایتالیا، هنر کلیسایی در ایتالیا شگفت‌آور است و آثاری از لئوناردو داوینچی، میکل‌آنژ، ساندرو بوتیچلی ، جان لورنتسو برنینی، فرا کارنواله، تینتورتو، تیسین، رافائل، و سایرین را دربردارد. معماری کلیساهای ایتالیایی به همان اندازه دیدنی و از نظر تاریخی برای فرهنگ غربی مهم است، به ویژه کلیسای سن پیترو در رم، کلیسای جامع سینت مارکو در ونیز، و کلیسای جامع فلورانس برونلسکی، که شامل درهای «دروازه‌های بهشت» در باپتیستری اثر لورنتسو گیبرتی است.

## علم و فناوری

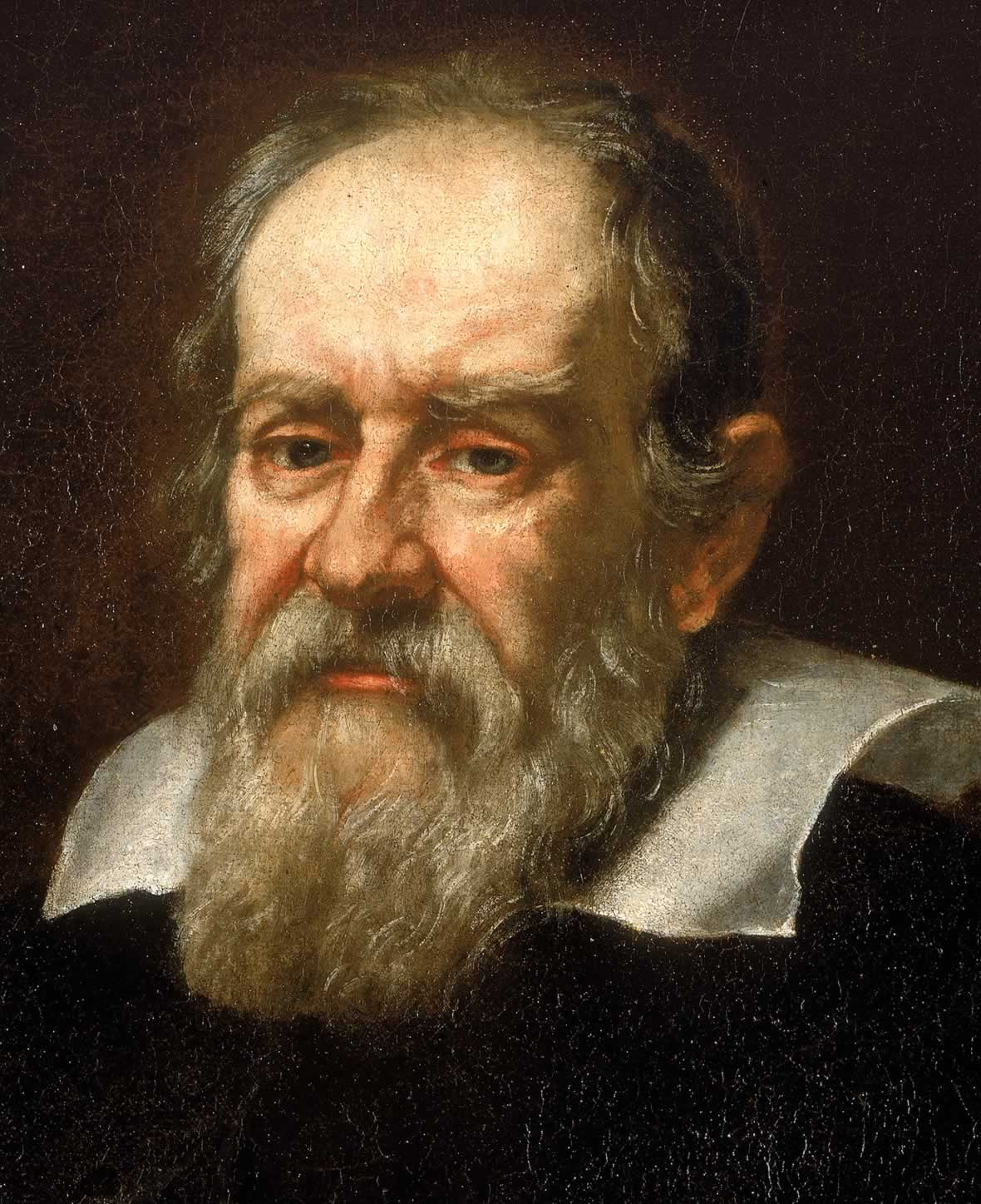
گالیلئو گالیله، اخترشناس، فیزیک‌دان، مهندس، و همه‌چیزدان، نقش مهمی در انقلاب علمی ایفا کرد. او به عنوان «پدر» اخترشناسی رصدی، فیزیک مدرن، روش علمی، و علم مدرن در نظر گرفته می‌شود.

در طی قرن‌ها، ایتالیا جامعه علمی را پرورش داد که بسیاری از دستاوردهای مهم در فیزیک و سایر علوم را تحقق بخشید.

## ورزش

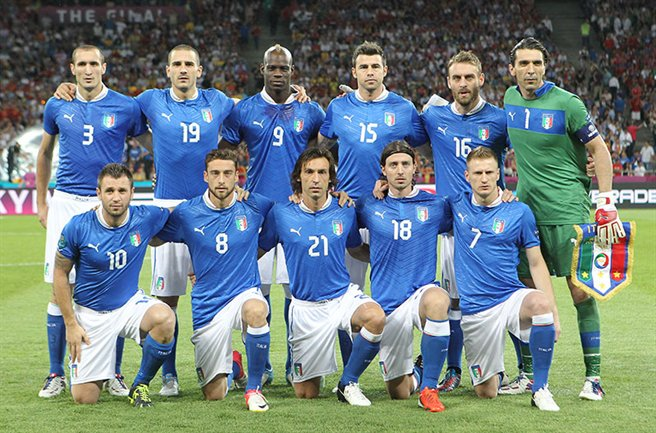
تیم ملی فوتبال ایتالیا در سال ۲۰۱۲. فوتبال پرطرفدارترین ورزش در ایتالیا است.

فوتبال پرطرفدارترین ورزش در ایتالیا است. تیم ملی فوتبال ایتالیا یکی از موفق‌ترین تیم‌های جهان است و تاکنون چهار بار (۱۹۳۴، ۱۹۳۸، ۱۹۸۲ و ۲۰۰۶) جام جهانی فوتبال را کسب کرده است. باشگاه‌های فوتبال ایتالیا تاکنون ۴۸ بار جام‌های مهم اروپایی را به دست آورده‌اند که این امر باعث شده تا ایتالیا در زمره دومین کشور موفق در فوتبال اروپا قرار گیرد. لیگ برتر فوتبال ایتالیا، سری آ نام دارد و توسط میلیونها طرفدار در سراسر جهان پیگیری می‌شود.
از جمله دیگر ورزش‌های گروهی پرطرفدار، بسکتبال، والیبال و راگبی است. تیم ملی والیبال مردان و زنان ایتالیا اغلب در رده برترین‌های جهان قرار دارند. بهترین نتایج تیم ملی بسکتبال ایتالیا کسب مدال طلا در مسابقات یورو بسکت ۱۹۸۳ و یورو بسکت ۱۹۹۹، همچنین کسب مدال نقره المپیک در سال ۲۰۰۴ است. مسابقات بسکتبال سری آ در حد وسیعی یکی از رقابتی‌ترین مسابقات محسوب می‌شود. تیم ملی راگبی ایتالیا در تورنمنت قهرمانی شش ملت شرکت می‌کند و به‌طور مرتب در جام جهانی راگبی حضور دارد. تیم ملی والیبال مردان سه بار پیاپی (در ۱۹۹۰، ۱۹۹۴ و ۱۹۹۸) برنده جام والیبال قهرمانی مردان جهان شد و مدال نقره المپیک را در ۱۹۹۶، ۲۰۰۴ و ۲۰۱۶ کسب کرد.
ایتالیا دارای قدمت طولانی و موفقیت‌آمیز در ورزش‌های انفرادی است. مسابقه دوچرخه‌سواری یک ورزش سرشناس در کشور است. ایتالیایی‌ها به جز کشور بلژیک، بیش از هر کشور دیگری در مسابقات قهرمانی دوچرخه‌سواری استقامت جاده مردان جهان پیروزی به دست آورده‌اند. جیرو دیتالیا یک مسابقه دوچرخه‌سواری است که یکی از سه گرند تور را تشکیل می‌دهد. اسکی آلپاین یک ورزش متداول در ایتالیا است و این کشور مقصد محبوب بین‌المللی اسکی است که به خاطر پیست‌های اسکی خود معروف است. اسکی‌بازان ایتالیایی در بازی‌های المپیک زمستانی، جام‌جهانی اسکی آلپاین و تنیس که دنبال‌کننده‌های قابل توجهی در ایتالیا دارد و به عنوان چهارمین ورزش مجرب در کشور شناخته شده‌اند، به نتایج خوبی دست یافته‌اند. مسترز رم که در سال ۱۹۳۰ ایجاد شد، یکی از معتبرترین تورنمنت‌های تنیس در جهان است. تنیس‌بازان حرفه‌ای ایتالیا جام دیویس سال ۱۹۷۶ و جام بیلی جین کینگ سال‌های ۲۰۰۶، ۲۰۰۹، ۲۰۱۰ و ۲۰۱۳ را به دست آوردند.
همچنین ورزش‌های موتوری در ایتالیا بسیار محبوب است. ایتالیا بیشترین فاتح رقابت‌های جهانی موتوجی‌پی بوده است. اسکودریا فراری، قدیمی‌ترین تیم بازمانده در رقابت‌های جایزه بزرگ موتوری است که از سال ۱۹۴۸ در این رقابت‌ها حضور داشته و از لحاظ آمار با رکورد ۲۳۲ پیروزی، موفق‌ترین تیم فرمول یک در تاریخ است.

## سنت

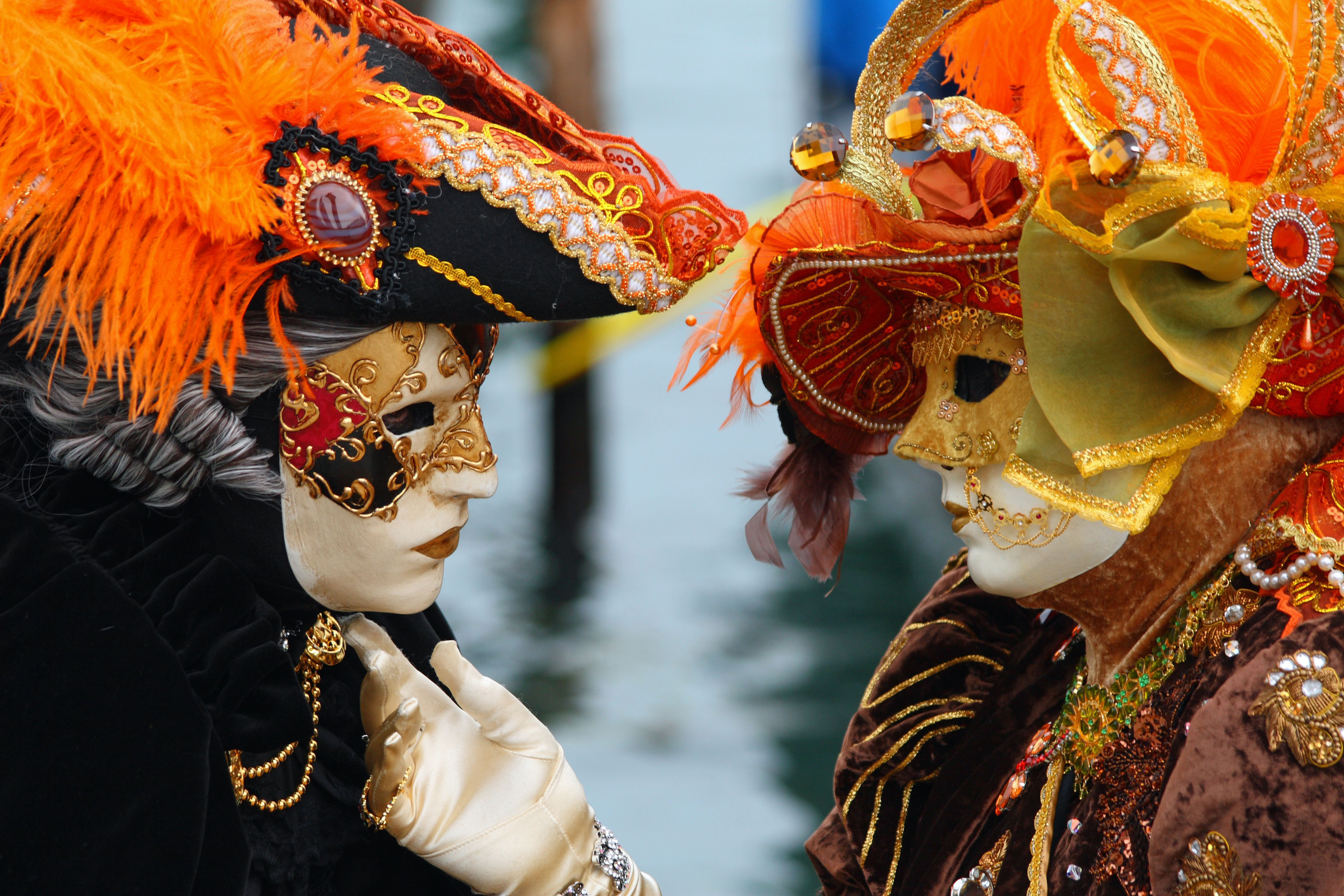
کارناوال ونیز

کریسمس در ایتالیا (به ایتالیایی: Natale) یکی از تعطیلات اصلی کشور است و از روز ۸ دسامبر، همزمان با جشن باروری پاک آغاز می‌شود که طبق سنت درخت کریسمس بر پا می‌شود و در روز ۶ ژانویه سال جدید همزمان با جشن خاج‌شویان (به ایتالیایی: Epifania) پایان می‌یابد.

## میراث جهانی یونسکو

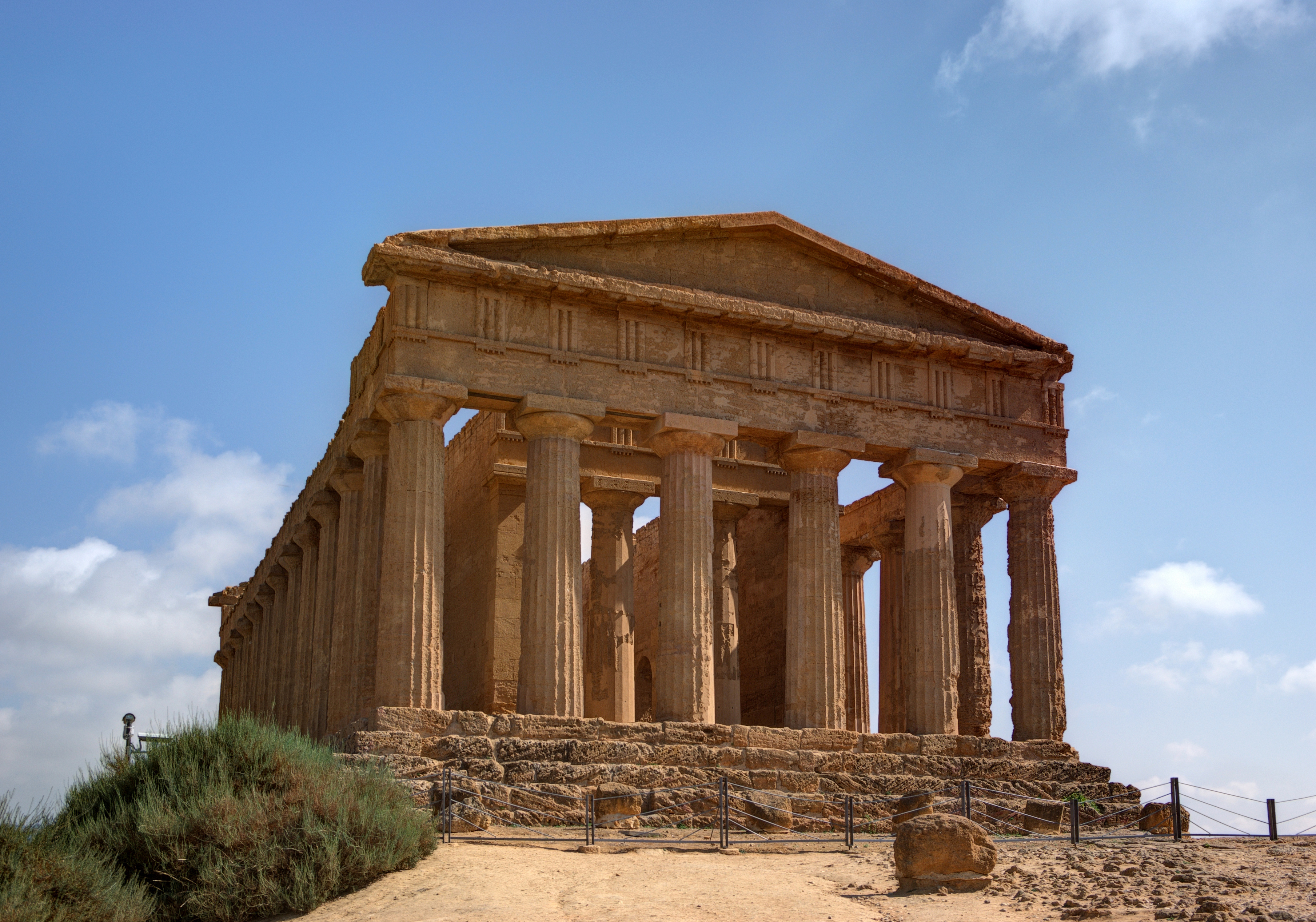
دره معابد

میراث جهانی یونسکو همانگونه که در کنوانسیون میراث جهانی یونسکو، مقرر شده در سال ۱۹۷۲ توصیف شده‌اند، مکان‌های مهم فرهنگی یا طبیعی هستند. میراث فرهنگی شامل بناهای یادبود (همچون آثار معماری، مجسمه یا سنگ‌نوشته‌های تاریخی)، گروهی از ساختمان‌ها، و سایت‌ها (از جمله سایت‌های باستان‌شناسی) هستند. خصیصه‌های طبیعی (متشکل از ساختارهای فیزیکی و بیولوژیکی)، ساختارهای زمین‌شناسی و جغرافیای طبیعی (از جمله زیستگاه‌های گونه‌های گیاهی و جانوری در معرض خطر)، و سایت‌های طبیعی که از نقطه نظر علمی، حفظ منابع طبیعی یا زیبایی طبیعی با اهمیت تلقی شوند به عنوان میراث طبیعی تعریف می‌شوند. ایتالیا این کنوانسیون را در روز ۲۳ ژوئن ۱۹۷۸ تصویب کرد.

## زنان

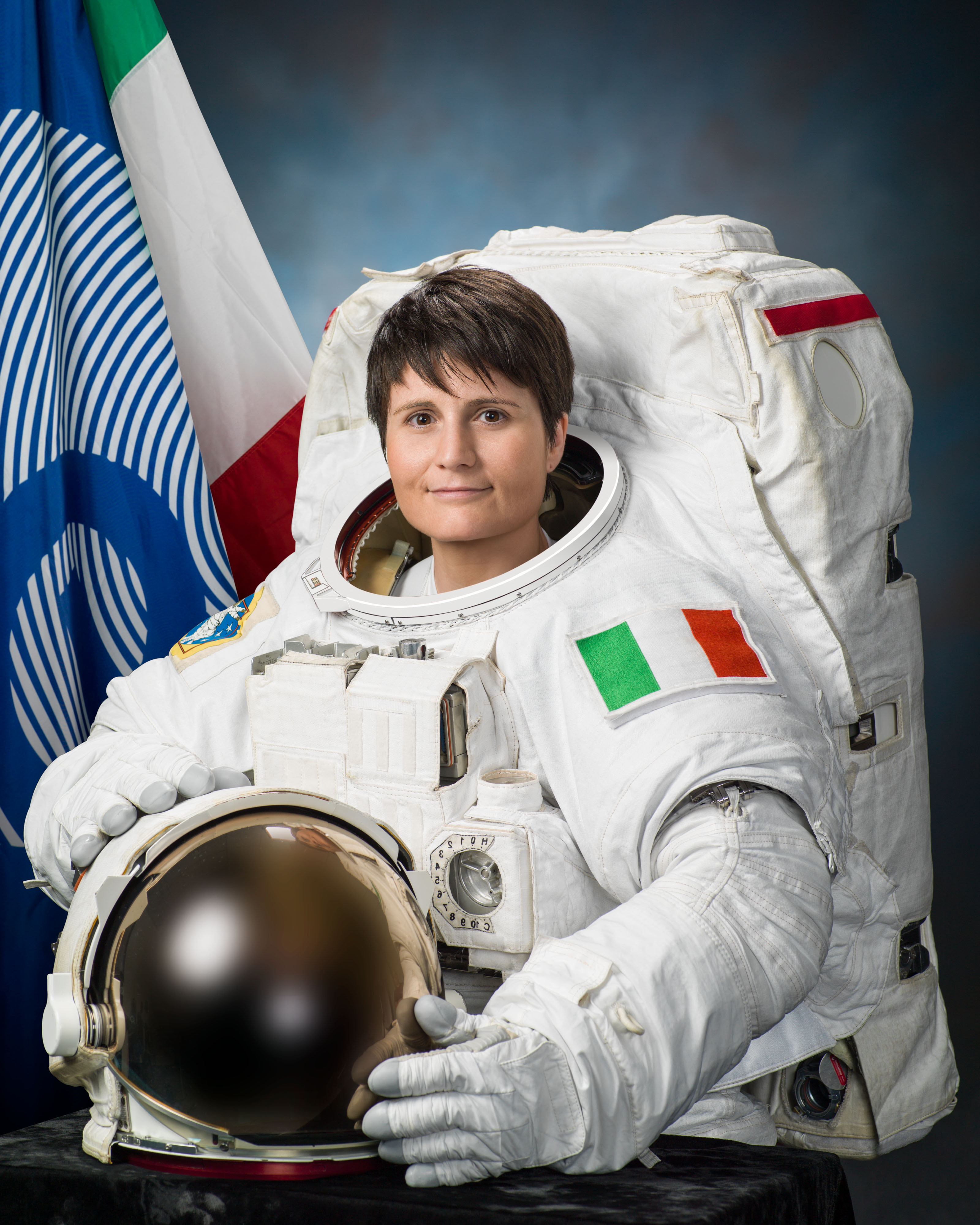
سامانتا کریستوفورتی فضانورد زن ایتالیایی است. او رکورد طولانی‌ترین پرواز فضایی بی وقفه توسط یک فضانورد اروپایی را (۱۹۹ روز و ۱۶ ساعت) در اختیار دارد.

زنان در ایتالیا به زنانی اشاره دارد که اهل ایتالیا (یا در آن ساکن) هستند.